# Эдуард II
Эдуа́рд II, называемый также Эдуардом Карнарвонским по месту его рождения (англ. Edward II; 25 апреля 1284 — 21 сентября 1327) — король Англии в 1307—1327 годах из династии Плантагенетов, сын и преемник Эдуарда I.
При жизни отца стал графом Понтье (1290 год) и первым в истории английской монархии принцем Уэльским (1301 год). Продолжил начатую Эдуардом I войну с Робертом Брюсом в Шотландии, но вёл её крайне неудачно: в 1314 году потерпел полное поражение в битве при Бэннокберне и позже был вынужден заключить тринадцатилетнее перемирие. На континенте Эдуард II вёл войну с французской короной, в результате которой потерял часть своих владений в Аквитании (1324 год).
Эдуард постоянно конфликтовал с баронами из-за своих фаворитов; историки спорят о том, были ли эти фавориты любовниками короля. В 1311 году ему пришлось принять специальные ордонансы, ограничившие полномочия короны, и изгнать из страны своего любимца Пирса Гавестона, но вскоре эти решения были отменены. В результате началась гражданская война: группа баронов во главе с кузеном короля Томасом Ланкастерским взяла Гавестона в плен и казнила (1312 год).
В дальнейшем друзьями и советниками Эдуарда стали члены семьи Диспенсеров, в первую очередь Хью ле Диспенсер Младший (ещё один возможный любовник короля). В 1321 году Ланкастер в союзе с другими баронами захватил земли Диспенсеров, но Эдуард разбил мятежников при Боробридже и казнил Ланкастера. На время король смог укрепить свою власть благодаря казням врагов и конфискациям их земель, но скрытая оппозиция его режиму росла. Когда жена короля Изабелла Французская уехала на континент для мирных переговоров с Францией (1325 год), она выступила против Эдуарда и отказалась возвращаться. Её союзником и любовником стал изгнанник Роджер Мортимер; в 1326 году они высадились в Англии с небольшим отрядом. Режим Эдуарда пал, и король бежал в Уэльс, где был арестован. В январе 1327 года Эдуард II отрёкся от престола в пользу своего четырнадцатилетнего сына Эдуарда III. Он умер 21 сентября в замке Беркли; согласно большинству источников, это было убийство, совершённое по приказу Мортимера.
Современники критиковали Эдуарда, отмечая неудачи в Шотландии и репрессии последних лет правления. Историки XIX века считали, что в долгосрочной перспективе развитие парламентских учреждений в его правление сыграло положительную роль для Англии. В XXI веке продолжаются споры о том, был ли Эдуард некомпетентным королём, каким изображает его ряд источников.
Эдуард II стал героем ряда английских пьес эпохи Возрождения, в том числе трагедии Кристофера Марло (1592 год), которая легла в основу целого ряда других произведений, среди которых, например, эпическая драма Бертольта Брехта и фильм Дерека Джармена.

## Происхождение
Эдуард II был четвёртым сыном короля Англии Эдуарда I и его первой жены Элеоноры Кастильской. Он принадлежал к династии Плантагенетов, которая правила Англией с 1154 года, унаследовав это королевство от Нормандской династии. Дедом Эдуарда II был Генрих III, прадедом — Иоанн Безземельный, младший из сыновей Генриха II. По матери Эдуард II приходился племянником королю Кастилии Альфонсо X Мудрому и был наследником графства Понтье в Пикардии как потомок Симона де Даммартена. От отца он должен был унаследовать, помимо английской короны, манор Ирландия и земли на юго-западе Франции, которыми Плантагенеты владели как вассалы французского монарха.
Потомство Эдуарда I и Элеоноры Кастильской было очень многочисленным: в общей сложности у супругов родилось не менее тринадцати детей, причём Эдуард II оказался самым последним. До взрослых лет дожили только шестеро, в том числе пять дочерей. Мария Вудстокская стала монахиней, а остальные четыре принцессы вышли замуж. Трёх из них отец выдал за князей Нижних земель: Элеонору за Генриха III Барского, Маргариту за Жана II Брабантского, Елизавету — за Иоганна I Голландского. Последняя, овдовев, вернулась в Англию и стала женой Хамфри де Богуна, 4-го графа Херефорда, а Джоанна вышла за ещё одного видного английского барона, Гилберта де Клера, 7-го графа Глостера. Многочисленные потомки этих двух принцесс пополнили ряды высшей английской знати.

## Ранние годы (1284—1307)

### Детство

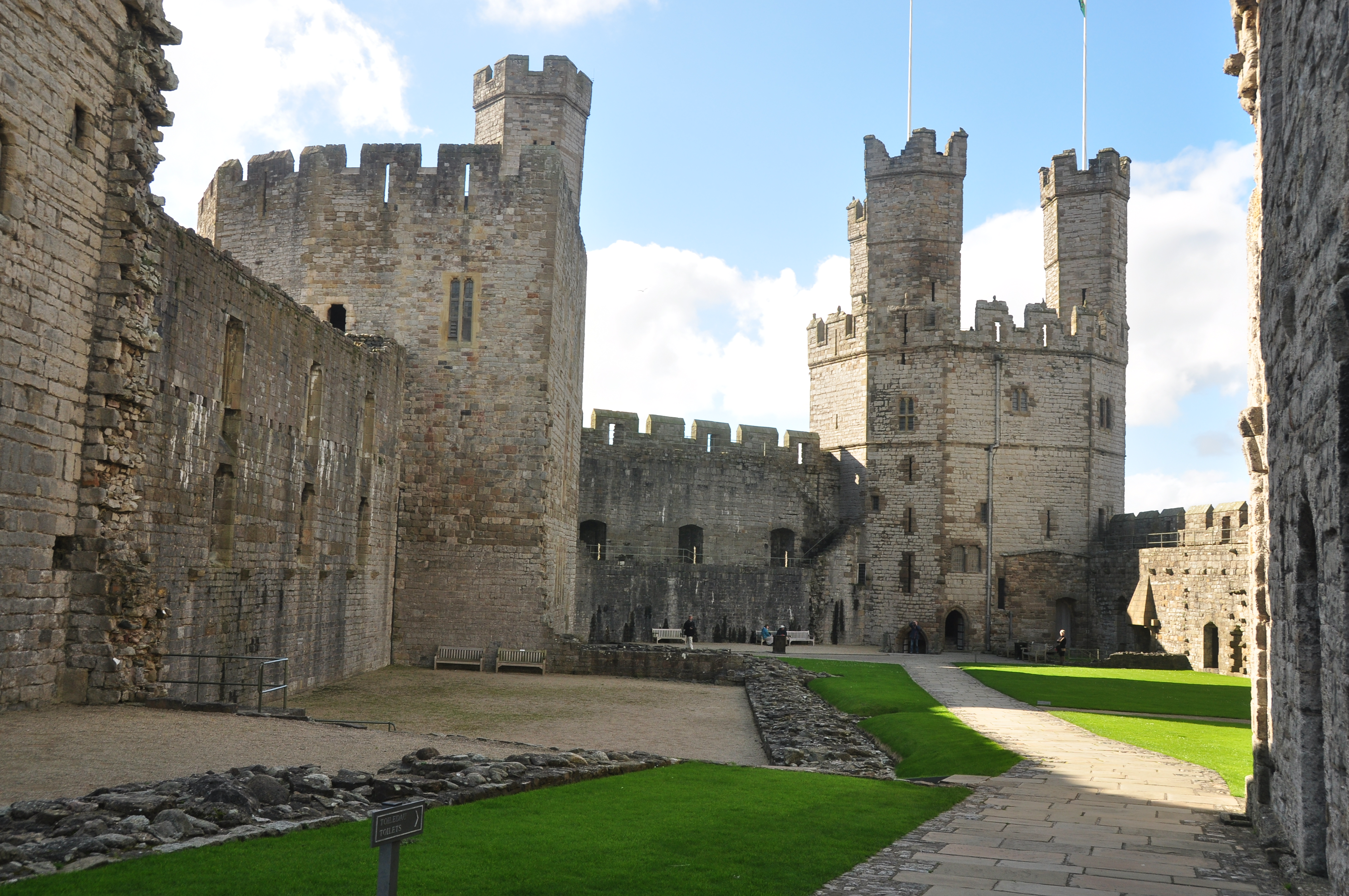
Замок Карнарвон, где родился Эдуард.

Будущий король родился 25 апреля 1284 года в замке Карнарвон на севере Уэльса. По месту рождения его иногда называют Эдуардом Карнарвонским. К тому моменту Уэльс находился под властью Англии менее года, и, возможно, Карнарвон был намеренно выбран местом рождения очередного королевского сына: это было символически важное для валлийцев поселение, существовавшее со времён Римской Британии, а также центр новой королевской администрации в северной части региона. Современный событиям пророк, веривший, что приближается конец времён, предрёк младенцу великое будущее, назвав его новым королём Артуром, который приведёт Англию к славе. Писатели-антиквары Нового времени, начиная с Джона Стоу (1584 год), утверждали, что Эдуард I пообещал валлийцам правителя, рождённого в Уэльсе и не знающего ни слова по-английски, и что именно таким правителем стал новорождённый принц, которого вынесли его новым подданным на щите, но этот рассказ — всего лишь легенда. Принцем Уэльским Эдуард стал значительно позже, в феврале 1301 года.
Имя Эдуард было английским по происхождению и связало новорождённого с англосаксонским святым королём Эдуардом Исповедником. Братья принца получили более традиционные нормандские и кастильские имена. У Эдуарда было трое старших братьев: Джон и Генри, умершие до его рождения, и Альфонсо, который умер в августе 1284 года. Эдуард остался единственным сыном короля и, соответственно, наследником престола. Хотя принц родился относительно здоровым, были опасения, что он тоже может умереть, оставив отца без наследника мужского пола. После рождения за ним ухаживала кормилица по имени Мариота или Мэри Монсел; когда через несколько месяцев она заболела, эту должность заняла Алиса де Лейгрэйв. Эдуард практически не знал родную мать, которая в его ранние годы вместе с мужем находилась в Гаскони. У него был отдельный двор со своими служащими под руководством клерка Жиля из Ауденарде.
В 1290 году отец Эдуарда подтвердил Биргамский договор, одним из положений которого был будущий брак принца (тогда шестилетнего) с его ровесницей Маргаритой Норвежской Девой, номинальной королевой Шотландии. Благодаря этой женитьбе Эдуард должен был стать правителем обоих британских королевств; но плану не суждено было осуществиться, поскольку Маргарита умерла в том же году. Вскоре скончалась мать Эдуарда, от которой он унаследовал графство Понтье. Позже король решил найти невесту для сына во Франции, чтобы обеспечить прочный мир между двумя странами, но в 1294 году началась очередная англо-французская война. Потом Эдуард I посватался к дочери графа Фландрии Ги де Дампьера, но и этот план провалился из-за препятствий со стороны короля Франции Филиппа Красивого.

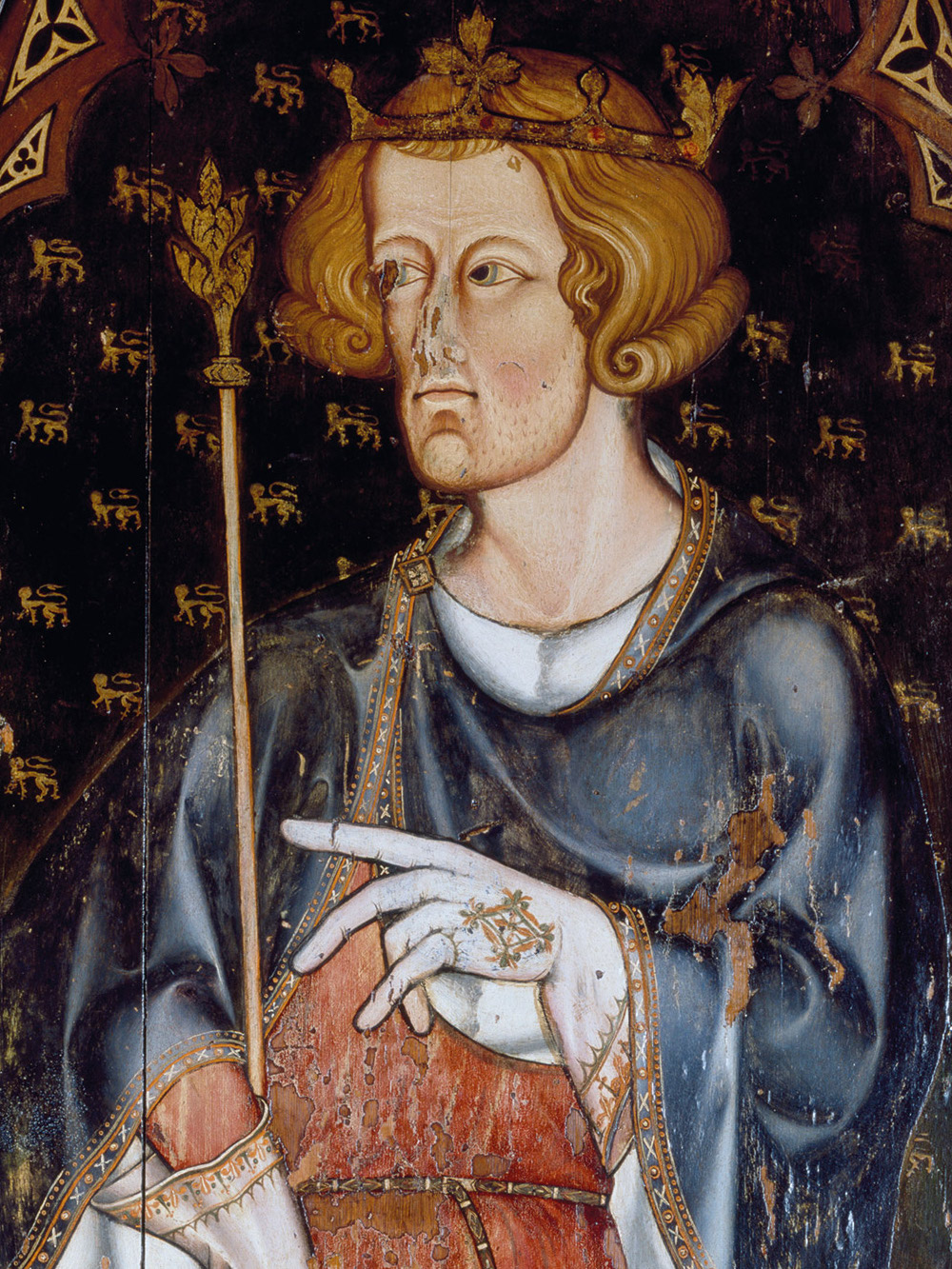
Считается, что на этом портрете (1272—1307) из Вестминстерского аббатства изображён отец Эдуарда II Эдуард I.

Предположительно Эдуард получил религиозное образование у монахов-доминиканцев, приглашённых его матерью ко двору в 1290 году. Его наставником был назначен Ги Фер, ответственный за дисциплину, обучение езде и воинским навыкам. Точных сведений о том, насколько хорошо был образован Эдуард, в источниках нет. Однако известно, что его мать стремилась дать хорошее образование другим своим детям, а Ги Фер был относительно учёным человеком для той эпохи. Исследователи долго считали Эдуарда II плохо образованным человеком, в основном потому, что во время коронации он произнёс клятву на французском, а не на латыни, и потому, что он проявлял интерес к физическому труду. Сейчас эти данные уже не трактуются подобным образом, но свидетельств, которые могли бы пролить свет на уровень образованности Эдуарда, по-прежнему немного. Предположительно в повседневной жизни Эдуард разговаривал в основном на англо-нормандском языке, обладая, помимо этого, некоторыми познаниями в английском и, возможно, в латыни (историк Сеймур Филлипс считает вероятным, что Эдуард в некоторой степени знал латынь; Рой Мартин Хейнс в этом не уверен). Он был довольно начитанным для своей эпохи человеком, любил поэзию, сам немного сочинял, охотно писал письма.
Многие биографы предполагают, что детство Эдуарда II было омрачено недостатком любви в семье, что повлияло на его характер и предопределило появление серьёзных психологических проблем. Принц почти не знал матери и рано остался на попечении отца, который был вечно занят и становился с годами всё более деспотичным; Эдуарду приходилось постоянно скитаться вместе с королевским двором, и единственным обиталищем, похожим на родной дом, стало для него поместье Кинг Ленгли в Хартфордшире. В последнее время звучат мнения, что детство этого монарха всё-таки не было необычным для того периода или особо одиноким и что он получил типичное для члена королевской семьи воспитание.

### Особенности личности
Принца интересовали лошади и коневодство, и он стал хорошим наездником; он также любил собак, особенно грейхаундов, и сам их обучал. У Эдуарда был некоторое время лев, которого он всюду возил с собой в тележке. Принц не особенно интересовался охотой (обычной или соколиной), которая была популярным времяпровождением в ту эпоху. Тем не менее именно он заказал главному егерю Уильяму Твити написание книги «Искусство охоты» — первого произведения на эту тему в средневековой Европе. Эдуарду нравилась музыка — в частности, валлийская; он высоко ценил недавно изобретённый инструмент крота, а также органы. Эдуард не участвовал в турнирных состязаниях (неизвестно, из-за отсутствия способностей или из-за отцовского запрета во имя безопасности), но определённо одобрял такие развлечения.
Принц вырос высоким (около шести футов или 180 сантиметров) и мускулистым. По стандартам того времени Эдуард считался обладателем хорошей внешности . Его называли «одним из сильнейших мужчин в королевстве» и «чудесным образом красивого мужчины»; он был соразмерно сложен, элегантно одевался. Эдуард имел репутацию человека красноречивого и щедрого по отношению к служащим при своём дворе. Ему нравились гребля, рытьё канав, насаждение изгородей и общение с крестьянами и прочим простонародьем, что не считалось нормальным для знати того времени и критиковалось современниками. Впрочем, историк Сеймур Филлипс отмечает, что свидетельств, подтверждающих склонность Эдуарда к таким занятиям, сохранилось достаточно мало.
У Эдуарда было чувство юмора, причём он любил грубые шутки и розыгрыши. Однажды он наградил человека, который смешно упал с лошади у него на глазах; живописец Джек Сент-Олбенс получил от Эдуарда 50 шиллингов за то, что танцевал на столе «и рассмешил его до упаду». При дворе Эдуарда всегда было несколько шутов, с которыми он мог даже затевать потешные драки. Этот король любил играть в орлянку и в кости, причём мог проигрывать значительные суммы; много денег он тратил также на роскошные наряды, на вино и изысканную еду, в которой знал толк. Эдуард нередко напивался, а в этом состоянии становился агрессивным и мог выболтать любую тайну. Даже в трезвом виде он был «скор и непредсказуем на слово», для него были характерны раздражительность, злопамятность и упрямство. Эдуард мог терпеть обиду годами, а потом дать волю своим чувствам, причём был способен на любую жестокость. Историки отмечают, что он не умел сочувствовать другим людям, но тем, кто ему нравился, готов был открыто оказывать любые знаки внимания.

### Юность

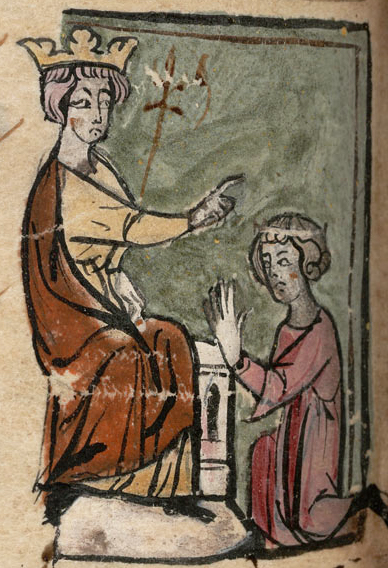
Эдуард I (слева) провозглашает своего сына Эдуарда (справа) принцем Уэльским. XIV век. Британская библиотека.

В 1297—1298 годах, пока Эдуард I воевал с французами на континенте, принц оставался в Англии в качестве регента. По возвращении король подписал мирный договор 1303 года, по которому он женился на сестре Филиппа Красивого Маргарите и соглашался на будущий брак принца Эдуарда с дочерью Филиппа — Изабеллой, которой тогда было всего два года. Теоретически этот брак означал, что спорная часть Аквитании будет унаследована общими потомками Эдуарда и Филиппа и распри на этом закончатся. У молодого Эдуарда, по-видимому, установились хорошие отношения с его новой мачехой, ставшей матерью двум его единокровным братьям, Томасу Бразертону и Эдмунду Вудстоку (в 1300 и 1301 годах соответственно). После восшествия на престол Эдуард поддерживал своих братьев деньгами и жаловал им титулы. Современники критиковали Эдуарда II за то, что он будто бы поддерживал своего фаворита Пирса Гавестона больше, чем братьев, но детальное исследование Элисон Маршалл показывает его большую щедрость по отношению к Томасу и Эдмунду. Маршалл пишет, что в этом случае критика в отношении Эдуарда была несправедливой.
Закончив с французами, Эдуард I в очередной раз направился с войском в Шотландию (1300 год) и на этот раз взял с собой сына, назначив его командиром арьергарда при осаде замка Керлаверок. Весной 1301 года король провозгласил Эдуарда принцем Уэльским, даровав ему графство Честер и земли в северном Уэльсе; судя по всему, он надеялся, что это поможет умиротворить регион и даст его сыну определённую финансовую независимость. Эдуард принял оммаж от своих уэльских вассалов и вновь присоединился к отцу в шотландской кампании 1301 года. Он двинулся на север с отрядом из трёхсот солдат и захватил замок Тернберри. Принц Эдуард также принял участие в кампании 1303 года — в частности, в осаде Брихинского замка. Весной 1304 года он вёл переговоры с лидерами шотландских повстанцев, но не достиг успеха и позже присоединился к отцу для осады замка Стерлинг.
В 1305 году между Эдуардом и его отцом произошла ссора — возможно, из-за денег. Принц вступил в препирательство с епископом Уолтером Лэнгтоном, королевским казначеем, и речь предположительно шла об объёмах финансовой поддержки, получаемой Эдуардом от короны. Эдуард I принял сторону казначея и запретил Эдуарду и его товарищам приближаться к королевскому двору ближе, чем на тридцать миль, отказав им в деньгах. Только благодаря заступничеству молодой королевы отец и сын помирились.
Война в Шотландии вспыхнула с новой силой в 1306 году, когда Роберт Брюс убил своего соперника Джона Комина и провозгласил себя королём. Эдуард I собрал новую армию, но решил, что в этот раз формальным командующим будет его сын. Принц Эдуард был провозглашён герцогом Аквитании и затем посвящён в рыцари вместе с тремястами молодыми людьми на пышной церемонии в Вестминстерском аббатстве. Посреди большого пира в соседнем зале, убранство которого напоминало о короле Артуре и крестовых походах, собрание принесло коллективную клятву победить Брюса. В частности, принц Уэльский поклялся, что не будет проводить даже двух ночей в одном месте, пока не будет одержана победа. О последовавших за этим событиях известно немногое: Брюс не смог оказать серьёзное сопротивление, и источники сообщают о жестоких карательных действиях англичан. Неясно, какую роль в этом сыграли войска принца Эдуарда. Хронист Уильям Ришангер возложил именно на него ответственность за резню, а историк Сеймур Филлипс отметил, что многие из других сообщений Ришенгера точно недостоверны; соответственно, и в этом случае хронист мог исказить реальную картину. Эдуард вернулся в Англию в сентябре, когда продолжались дипломатические переговоры об окончательной дате его брака с Изабеллой Французской.

### Отношения с Гавестоном

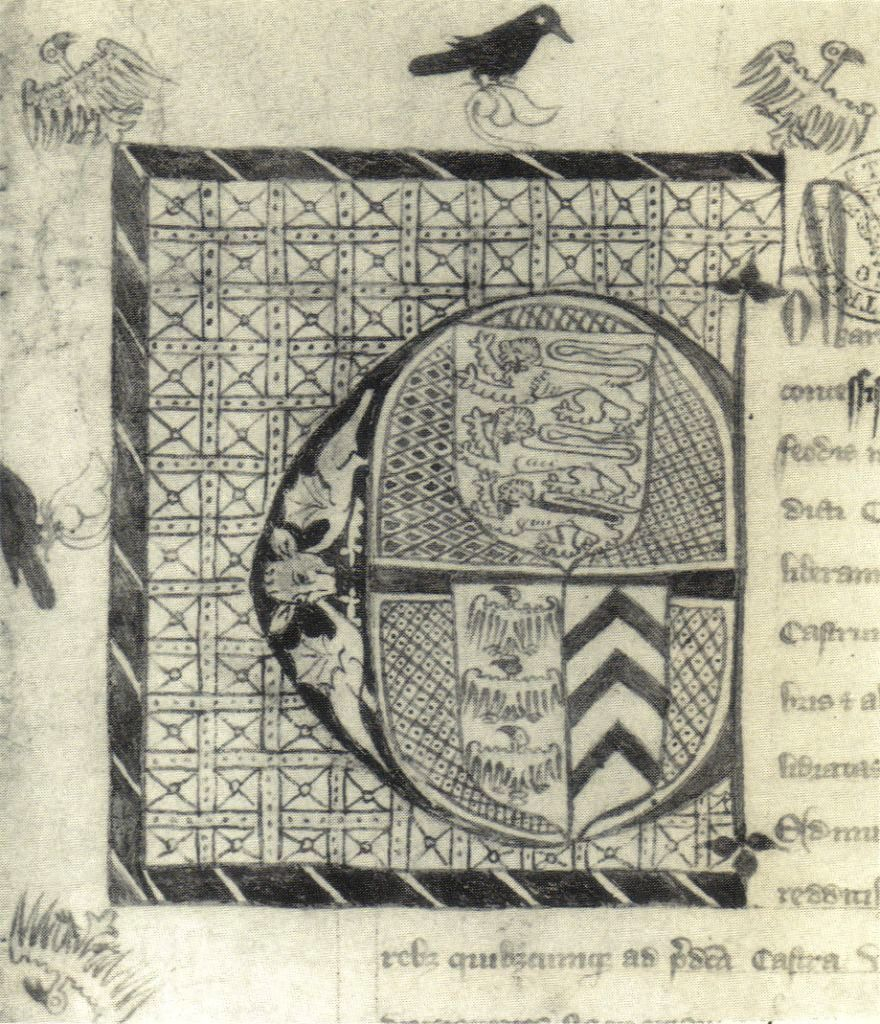
Буквица из хартии, дарующей Пирсу Гавестону графство Корнуолл.

Вскоре после 1300 года юный принц сблизился с Пирсом Гавестоном — сыном гасконского рыцаря, присоединившимся к королевской свите. Гавестон стал оруженосцем, и скоро его уже называли близким другом Эдуарда; в 1306 году он был посвящён в рыцари вместе с принцем. В 1307 году король изгнал сэра Пирса в свои французские владения. Согласно одной из хроник, Эдуард попросил отца даровать Гавестону либо графство Корнуолл, либо Понтье и Монтрейль, а король пришёл от этой просьбы в такую ярость, что вырвал у сына клок волос и изгнал несостоявшегося графа на континент. Принцу было запрещено навестить Гавестона, хотя он выказал такое желание.
Природа взаимоотношений Эдуарда с Гавестоном, как и с более поздними фаворитами, является предметом дискуссии в историографии. Сохранившихся свидетельств недостаточно, чтобы утверждать что-то определённое и, в частности, чтобы однозначно говорить о гомосексуальной основе этой дружбы. Есть разные мнения: так, Джон Босуэлл полагает, что Эдуард и Гавестон были любовниками; Джеффри Гамильтон считает, что сексуальная составляющая отношений имела место, но не была главной; Майкл Прествич склоняется к версии о том, что Эдуард и Гавестон стали побратимами, но с «сексуальным элементом» в этих отношениях (и в отношениях Эдуарда с Диспенсером тоже); позиция Роя Мартина Хейнса близка к позиции Прествича; Мири Рубин выступает в поддержку того, что Эдуард и Пирс были очень близкими друзьями, сотрудничавшими в политической сфере; Сеймур Филлипс полагает, что, вероятнее всего, Эдуард считал Гавестона своим побратимом. При этом известно, что и Эдуард, и Гавестон были женаты и в этих браках оба имели детей; у Эдуарда был незаконный сын и, возможно, роман с племянницей, Элинор де Клер.
Хроники XIV века описывают отношения короля Эдуарда II с фаворитом довольно неоднозначно. По словам автора «Хроники гражданских войн Эдуарда II» (1320-е годы), Гавестон «так полюбился принцу, что тот пожелал приблизить его к себе и предпочитал общаться с ним, связанный неразрывным союзом приязни, больше, чем со всеми прочими смертными». Автор «Жизнеописания Эдуарда Второго» (1326) писал, что «не помнит, чтобы слышал, чтобы один человек так любил другого». Впервые в явном виде заявления о гомосексуальном характере отношений были записаны в 1334 году, когда епископа Вустера Адама Орлетона обвинили в том, что в 1326 году он объявил Эдуарда «содомитом». Орлетон, защищаясь, объяснил, что имел в виду советника Эдуарда Хью ле Диспенсера Младшего, а не покойного монарха. Хроника «Annales Paulini» (1325—1350 годы (?)) утверждает, что Эдуард любил Гавестона «сверх меры», в «Хронике Ланеркоста» (около 1350 года) говорится о «неуместности» их близости. В хронике Аббатства Мо 1390-х годов просто отмечается, что Эдуард «слишком сильно отдался греху содомии».
Противники версии о гомосексуальности пишут, что Эдуард и Гавестон могли быть просто друзьями. Комментарии современных им хронистов сформулированы расплывчато, а заявления Орлетона были, по крайней мере отчасти, политически мотивированы и весьма схожи с аналогичными обвинениями против папы Бонифация VIII и тамплиеров, выдвинутыми в 1303 и 1308 годах соответственно. Позднейшие хронисты могли исходить из заявлений Орлетона. Кроме того, на отношение источников к Эдуарду крайне негативно повлияли события конца его правления. Такие историки, как Майкл Прествич и Сеймур Филлипс, считают, что из-за публичности английского королевского двора маловероятно, чтобы гомосексуальные отношения монарха оставались в тайне; между тем, неизвестно, чтобы духовенство, отец или тесть Эдуарда как-то их осудили или прокомментировали.
Согласно одной из гипотез, предложенной историком Пьером Шапле, Эдуард и Гавестон были побратимами. Подобные отношения, когда стороны клялись поддерживать друг друга как «братьев по оружию», были обычным делом для близких друзей в Средневековье. Многие хронисты пишут, что Эдуард и Гавестон относились друг к другу, как брат к брату, и один в явной форме говорит об их побратимстве. Шапле считает, что эти двое могли принести формальную клятву в 1300 или 1301 году и что впоследствии, если бы один из них дал обещание расстаться с другим, оно рассматривалось бы как сделанное под давлением и, соответственно, недействительное. Но такая клятва не обязательно исключала сексуальные отношения. Алан Брей предполагает, что побратимство могло быть попыткой любовников узаконить свои отношения, заключив своего рода «однополый союз».

## Правление

### Коронация и свадьба

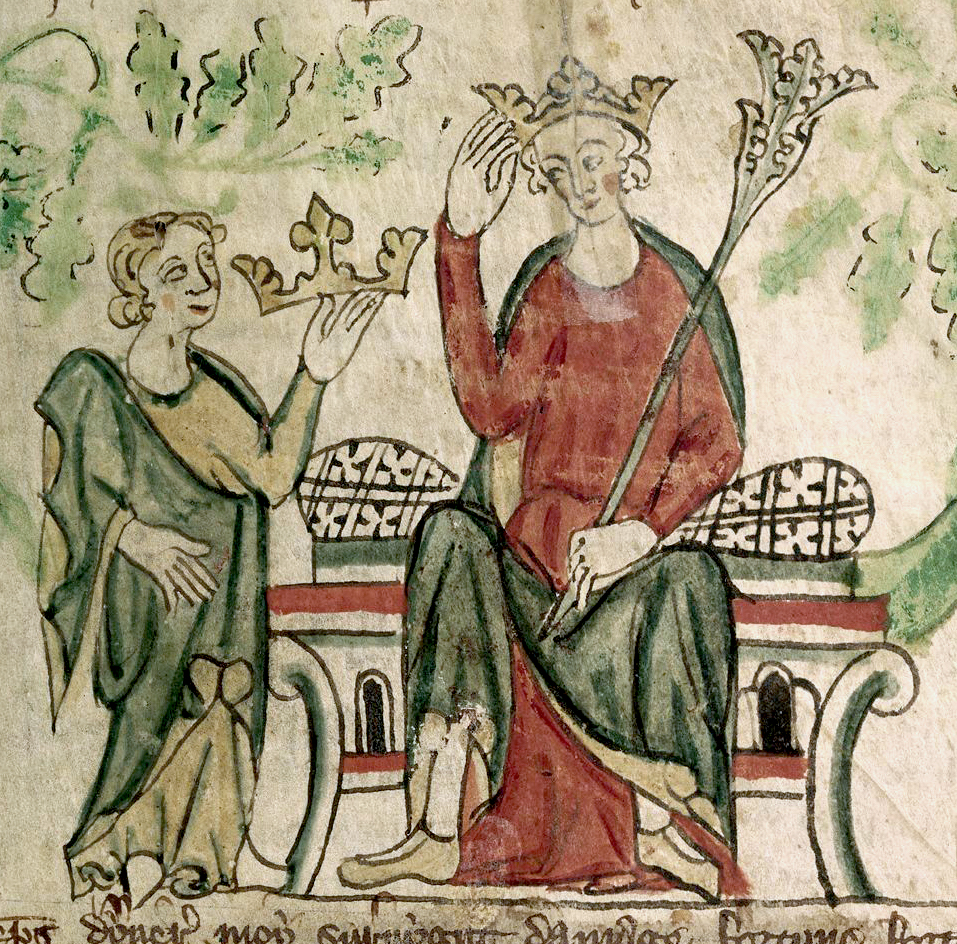
Эдуард II принимает английскую корону". Миниатюра из «Хроник Англии» (1307—1327 годы). Британская библиотека

Эдуард I собрал для шотландской кампании 1307 года ещё одну армию, к которой принц Эдуард должен был присоединиться тем же летом, но здоровье короля ухудшилось, и 7 июля он скончался в Браф-бай-Сэндс. Узнав об этом, Эдуард немедленно отправился в Лондон и там 20 июля был объявлен королём. 4 августа он принял в Дамфрисе присягу своих шотландских сторонников. Эдуард немедленно призвал из ссылки Гавестона и даровал ему титул графа Корнуолла с владениями, приносившими огромный доход — 4000 фунтов (это была сумма, почти равная содержанию королевы). Вскоре он женил фаворита на своей племяннице Маргарет де Клер, одной из самых знатных и богатых невест Англии. Своего старого противника епископа Лэнгтона король приказал арестовать и лишил его должности казначея.

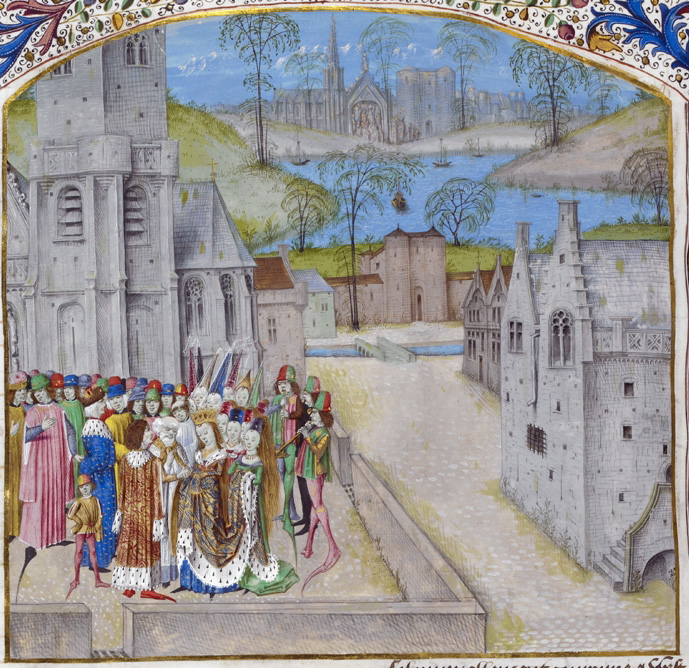
Бракосочетание Эдуарда II и Изабеллы. Миниатюра из «Староанглийских хроник» Жана де Ваврена (1475 год). Британская библиотека

В январе 1308 года Эдуард отправился во Францию за невестой, оставив во главе королевства Гавестона. Этот шаг был необычен: незнатный рыцарь получил беспрецедентные полномочия, подтверждаемые специально выгравированной «Большой печатью». Эдуард, по-видимому, надеялся, что брак с дочерью французского короля усилит его позиции в Аквитании и улучшит его финансовые дела. Но переговоры шли непросто: Эдуард и Филипп Красивый не нравились друг другу, и французский король был готов жёстко торговаться из-за размеров вдовьей части Изабеллы и деталей управления землями Плантагенетов во Франции. В конце концов было заключено соглашение, по которому Эдуард принёс Филиппу феодальную присягу за герцогство Аквитания и согласился на создание комиссии по окончательному выполнению условий Парижского договора 1303 года.
Свадьба состоялась в Булони 25 января 1308 года. Свадебным подарком Эдуарда Изабелле был псалтырь, а от отца она получила подарки стоимостью более 21 000 ливров и фрагмент Животворящего Креста. В феврале супруги приехали в Англию, где для коронации и роскошного свадебного пира был подготовлен Вестминстерский дворец: в частности, там появились мраморные столы, сорок печей и бьющие вином фонтаны. Церемония после некоторых задержек прошла 25 февраля под руководством архиепископа Кентерберийского Роберта Уинчелси. Во время коронации Эдуард поклялся соблюдать «справедливые законы и обычаи, которые определит народ королевства». Точное значение этих слов неясно: они могли означать, что новый король предоставляет своим вассалам право принимать новые законы в обмен на их оммаж (и, по данным одного из источников, на их согласие мириться с присутствием Гавестона). Свадьба была подпорчена толпой нетерпеливых зрителей, которая, заполнив дворец, снесла стену и вынудила Эдуарда бежать через заднюю дверь.
На момент свадьбы Изабелле было всего 12 лет, и в первые годы их совместной жизни у Эдуарда, вероятно, были любовницы. В это время (возможно, ещё в 1307 году) у него родился внебрачный сын Адам Фицрой. Первый сын Эдуарда и Изабеллы, будущий Эдуард III, появился на свет в 1312 году. Кроме него, у пары родилось ещё три ребёнка: Джон Элтемский в 1316 году, Элеонора Вудстокская в 1318 году и Джоанна Тауэрская в 1321 году.

### Конфликт вокруг Гавестона

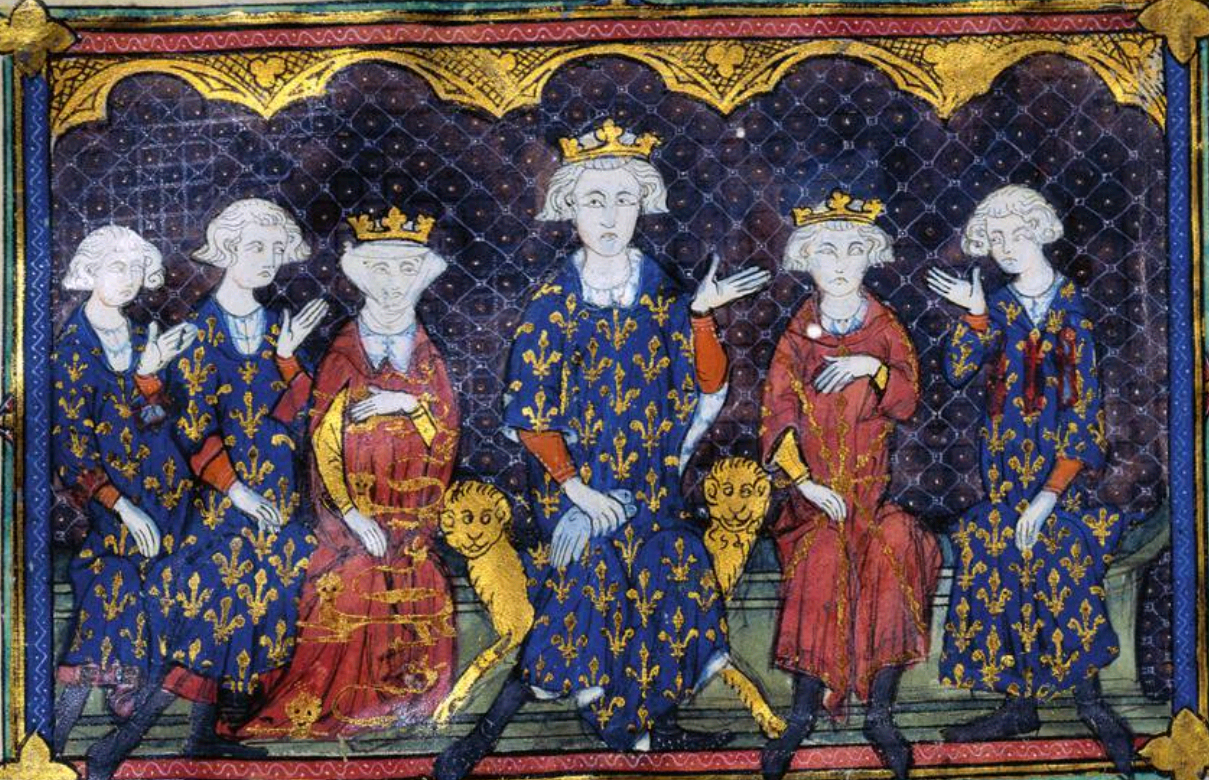
Изабелла Французская (третья слева) со своим отцом Филиппом IV (в центре). Миниатюра из «Kalila va dimna» (1313). Национальная библиотека Франции.

Изначально бароны смирились с возвращением Пирса Гавестона из ссылки в 1307 году, но число противников фаворита быстро росло. Учёные предполагают, что Гавестон оказывал чрезмерное влияние на политику короны: один хронист жаловался, что «в одном королевстве правили два короля, один именем, а другой — делом». Согласно другому источнику, «если кому-нибудь из графов или магнатов надо было попросить короля об особой любезности в продвижении его дела, король отправлял их к Пирсу, и что бы ни сказал или приказал Пирс, должны были немедленно выполнить». Гавестона подозревали (возможно, несправедливо) в краже королевских средств и расхищении свадебных подарков Изабеллы; к тому же он был слишком заметен на коронации Эдуарда и вызвал этим ярость английской и французской знати. На свадебном пиру Эдуард, по-видимому, оказывал предпочтение компании Гавестона, а не Изабеллы, и это усиливало всеобщее возмущение.
Собравшийся в феврале 1308 года парламент потребовал от короля письменно подтвердить свою готовность рассмотреть предложения баронов. Тот отказался это делать, — возможно, боясь, что ему предложат выслать фаворита. Тогда бароны, приехавшие на сессию вооружёнными, заявили о своей готовности «поддержать достоинство короны, даже если это потребует неповиновения королю». Только посредничество настроенного менее радикально Генри де Ласи, графа Линкольна, помогло избежать нарастания конфликта: этот вельможа убедил баронов отступить. В апреле собрался новый парламент, бароны снова потребовали высылки Гавестона. На этот раз их поддержали Изабелла и французская корона. В конце концов Эдуард уступил и согласился послать Гавестона в Аквитанию, причём архиепископ Кентерберийский пригрозил отлучить того от церкви, если он вернётся. В последний момент Эдуард передумал и решил послать Гавестона в Дублин в качестве лейтенанта Ирландии.
Уже скоро Эдуард начал переговоры с папой Климентом V и Филиппом Красивым, пытаясь убедить их содействовать возвращению Гавестона в Англию; в обмен он предлагал арест английских тамплиеров и освобождение из тюрьмы епископа Лэнгтона. В январе 1309 года Эдуард призвал к новой встрече представителей Церкви и ключевых баронов. Такая встреча произошла в марте—апреле. Собравшийся вскоре новый парламент отказался позволить Гавестону вернуться в Англию, но предложил Эдуарду введение новых налогов в обмен на согласие короля провести реформы.
Эдуард заверил папу римского в том, что связанный с Гавестоном конфликт полностью исчерпан. В связи с этими обещаниями и процедурными сложностями Климент V согласился аннулировать угрозу архиепископа отлучить Гавестона; это означало, что последний может вернуться. Возвращение королевского фаворита произошло в июне 1309 года. На собрании парламента в следующем месяце Эдуард пошёл на ряд уступок недовольным Гавестоном, включая согласие ограничить власть королевского стюарда и маршала королевского двора, ограничить непопулярное право короны на реквизицию товаров для королевского пользования, отказаться от недавно введённых таможенных пошлин и обесценивания монеты. В обмен парламент согласился на новые налоги для войны с Шотландией. Таким образом, на некоторое время Эдуард и бароны пришли к компромиссу.

### Ордонансы 1311 года
После возвращения Гавестона его отношения с крупными баронами продолжили ухудшаться. Королевского фаворита считали высокомерным; он начал называть графов оскорбительными прозвищами, причём одного из наиболее могущественных обозвал «уорикской собакой». Граф Ланкастер и враги Гавестона отказались присоединиться к парламенту в 1310 году из-за присутствия там фаворита короля. Финансовое положение Эдуарда ухудшалось: он задолжал 22000 фунтов итальянским банкирам Фрескобальди и сталкивался с недовольством из-за реквизиций. Его попытки собрать армию для очередной шотландской кампании провалились, а графы приостановили сбор новых налогов.
Король и парламент встретились снова в феврале 1310 года. Предполагалось, что будет обсуждаться политика по отношению к Шотландии, но её место быстро заняли споры о внутренних проблемах. Бароны, снова приехавшие вооружёнными, потребовали сформировать совет из 21 лорда-ордайнера, который бы провёл широкую реформу правительства и королевского двора и стал бы фактически органом, ограничивающим власть монарха. Они заявили Эдуарду, что, если их требования не будут выполнены, «откажутся считать его своим королём и не сочтут возможным далее соблюдать данную ему присягу, поскольку он сам не выполняет те клятвы, которые давал на коронации». Королю пришлось согласиться. Были выбраны ордейнеры, причём оппозиционеров и консерваторов среди них оказалось примерно поровну. Пока ордейнеры готовили планы реформ, Эдуард и Гавестон направились с армией из 4700 человек в Шотландию, где продолжалось ухудшение ситуации. Роберт Брюс уклонился от битвы, и англичанам, которые так и не встретили противника, пришлось возвращаться домой из-за отсутствия припасов и денег.
К этому времени ордейнеры составили ордонансы с планами реформы; у Эдуарда практически не было политической власти для отказа от их принятия в октябре. Эти ордонансы, в частности, запрещали королю начинать войны, жаловать земли или покидать страну без одобрения парламента. Последний получал контроль над королевской администрацией, отменялась система реквизиций, изгонялись банкиры Фрескобальди и вводилась система контроля соблюдения ордонансов. Кроме того, вновь объявлялось об изгнании Гавестона, причём на этот раз ему не позволялось находиться ни на каких землях Эдуарда, включая Аквитанию и Ирландию, и он лишался своих титулов. Эдуард удалился в свои владения в Виндзоре и Кингс-Лэнгли; Гавестон уехал из Англии, возможно, на север Франции или во Фландрию.

### Гибель Гавестона и временное урегулирование конфликта

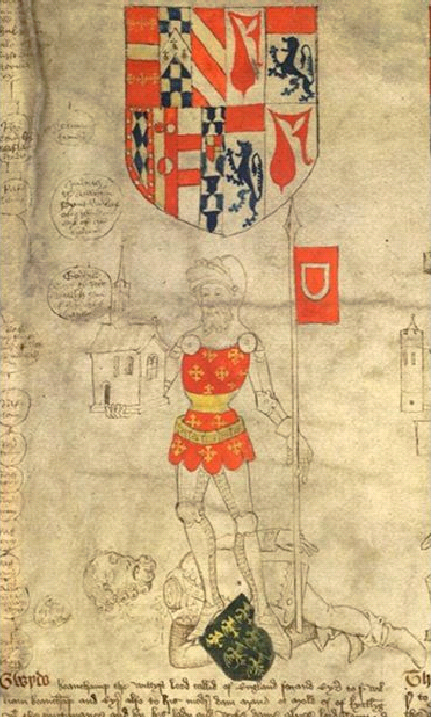
Ги де Бошан, 10-й граф Уорик, попирающий труп Гавестона. «Свиток Роуза», XV век. Британская библиотека

Трения между Эдуардом и баронами не прекращались, и оппозиционные королю графы сохраняли свои армии в мобилизованном состоянии до конца 1311 года. К этому времени Эдуард отдалился от своего кузена, могущественного графа Ланкастера, который владел сразу пятью графствами (Ланкастер, Лестер, Линкольн, Солсбери и Дерби) и получал со своих владений огромный доход, около 11000 фунтов в год (почти вдвое больше, чем доход следующего по богатству барона). Пользуясь поддержкой графов Арундела, Глостера, Херефорда, Пембрука и Уорика, Ланкастер возглавлял влиятельную фракцию, но сам он не интересовался управлением страной и не был особенно одарённым или эффективным политиком.
Эдуард ответил на баронскую угрозу отменой ордонансов и возвращением Гавестона в Англию. Король и его фаворит воссоединились в Йорке в январе 1312 года. Бароны пришли в ярость и собрались в Лондоне, где пятеро графов поклялись убить Гавестона, а архиепископ Кентерберийский отлучил его от церкви. Было решено захватить фаворита в плен и не дать ему бежать в Шотландию. Эдуард, Изабелла и Гавестон, которых эти события застали врасплох, отправились в Ньюкасл, преследуемые Ланкастером и его сторонниками. Бросив большую часть своего имущества, они бежали кораблём в Скарборо, где Гавестон остался, а Эдуард и Изабелла вернулись в Йорк. После непродолжительной осады Гавестон сдался графам Пембруку и Суррею, пообещавшим, что ему не причинят вреда и что его дело будет рассматривать парламент. При нём было множество золота, серебра и драгоценных камней (возможно, из королевской казны); позднее его обвинили в том, что он украл их у Эдуарда.
Возвращаясь на север, Пембрук остановился в деревне Деддингтон и отправился к своей жене, оставив Гавестона под охраной. Граф Уорик воспользовался этой возможностью и захватил Гавестона, увезя его в Уорикский замок, где 18 июня собрались Ланкастер и его сторонники. После короткого суда Гавестона, которому не дали сказать ни слова, объявили виновным в нарушении одного из ордонансов и уже на следующий день казнили.

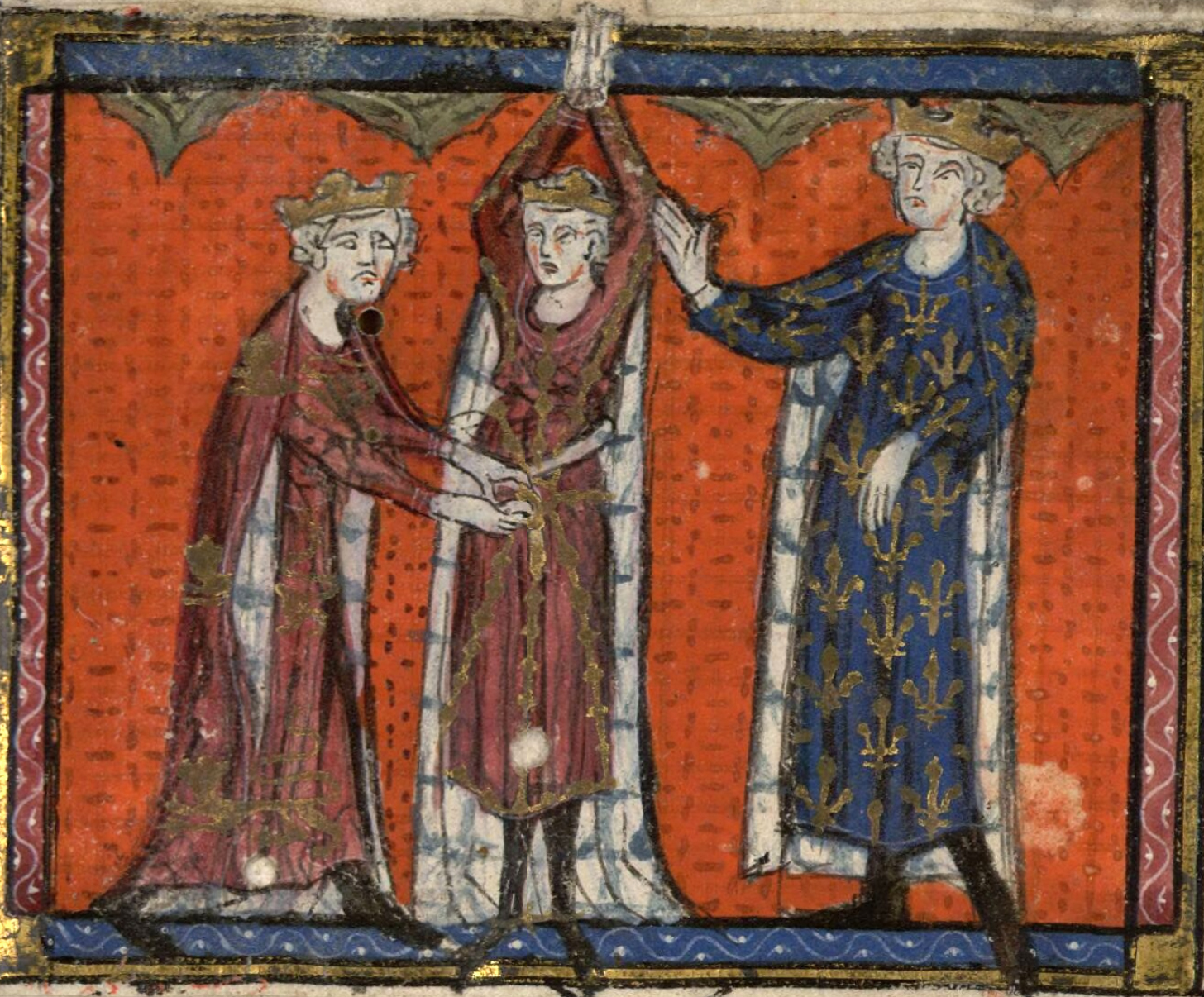
Эдуард (слева) и Филипп IV на церемонии посвящения в рыцари в соборе Парижской Богоматери. Миниатюра из «Kalila va dimna» (1313). Национальная библиотека Франции.

Эдуарда это убийство опечалило и разгневало; желание отомстить баронам стало для него руководством к действию на последующие годы. По словам хрониста, «из-за смерти Гавестона у короля возникла смертельная и непроходящая ненависть к графам». При этом в баронской «партии» произошёл раскол: Пембрук и Суррей были рассержены самоуправством Уорика и впоследствии перешли на сторону Эдуарда, а Ланкастер и его сторонники считали казнь Гавестона законной и необходимой для стабильности королевства. Снова возникла угроза гражданской войны. Однако 20 декабря 1312 года при посредничестве папских легатов и Людовика д’Эврё (дяди королевы) был заключён мир: Эдуард даровал баронам формальное прощение, в обмен получив их участие в новом походе против шотландцев. Ланкастер и Уорик не сразу одобрили этот договор, так что переговоры продолжались большую часть 1313 года.

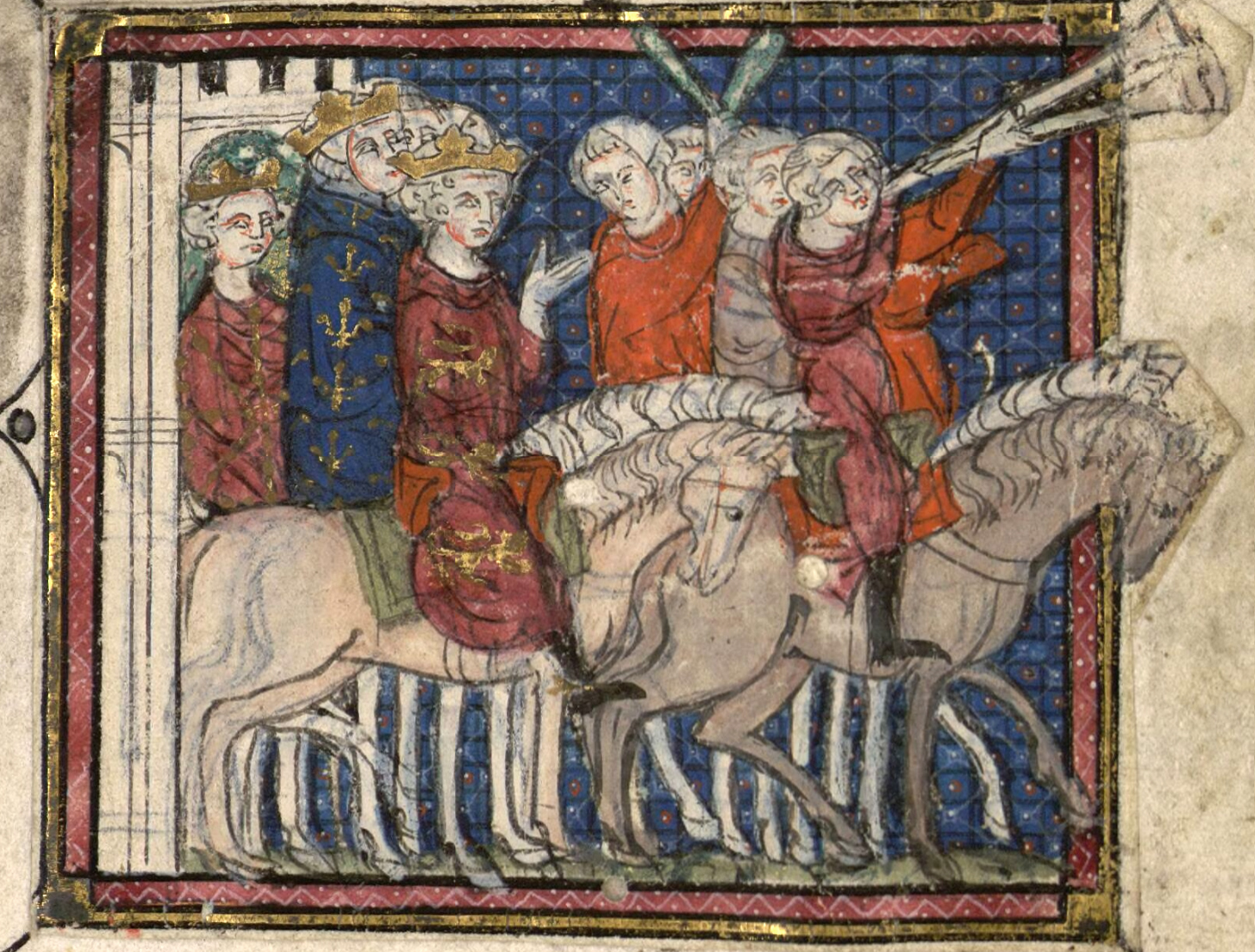
Эдуард (третий слева) на охоте с Филиппом IV. Миниатюра из «Kalila va dimna» (1313). Национальная библиотека Франции.

Тем временем граф Пембрук вёл переговоры с Францией, пытаясь уладить давние разногласия, связанные с Гасконью. Эдуард и Изабелла согласились посетить Париж в июне 1313 года для встречи с Филиппом Красивым. Эдуард, вероятно, надеялся не только решить проблему юга Франции, но и заручиться поддержкой тестя в конфликте с баронами, а для Филиппа это была возможность впечатлить зятя своей властью и богатством. Это был зрелищный визит: за его время два короля успели на грандиозной церемонии посвятить в рыцари сыновей Филиппа и ещё 200 человек в соборе Парижской Богоматери, отпировать на берегу Сены и публично объявить о том, что они оба со своими королевами присоединятся к новому крестовому походу. Филипп согласился на мягкие условия решения проблем в Гаскони, и событие было омрачено только серьёзным пожаром в помещениях, где размещался Эдуард и его приближённые.
По возвращении из Франции Эдуард нашёл себя в лучшем положении, чем ранее. После напряжённых переговоров в октябре 1313 года был достигнут компромисс с графами, включая Ланкастера и Уорика, по сути очень похожий на черновой вариант соглашения прошлого декабря. Финансовое положение Эдуарда улучшилось благодаря согласию парламента на повышение налогов, займу в 160 тысяч флоринов (25000 фунтов) у папы римского, 33 тысячам фунтов, занятых у Филиппа, и дальнейшим займам, организованным новым итальянским банкиром Эдуарда. Впервые за время правления Эдуарда его правительство получило достаточное финансирование.

### Битва при Бэннокбёрне

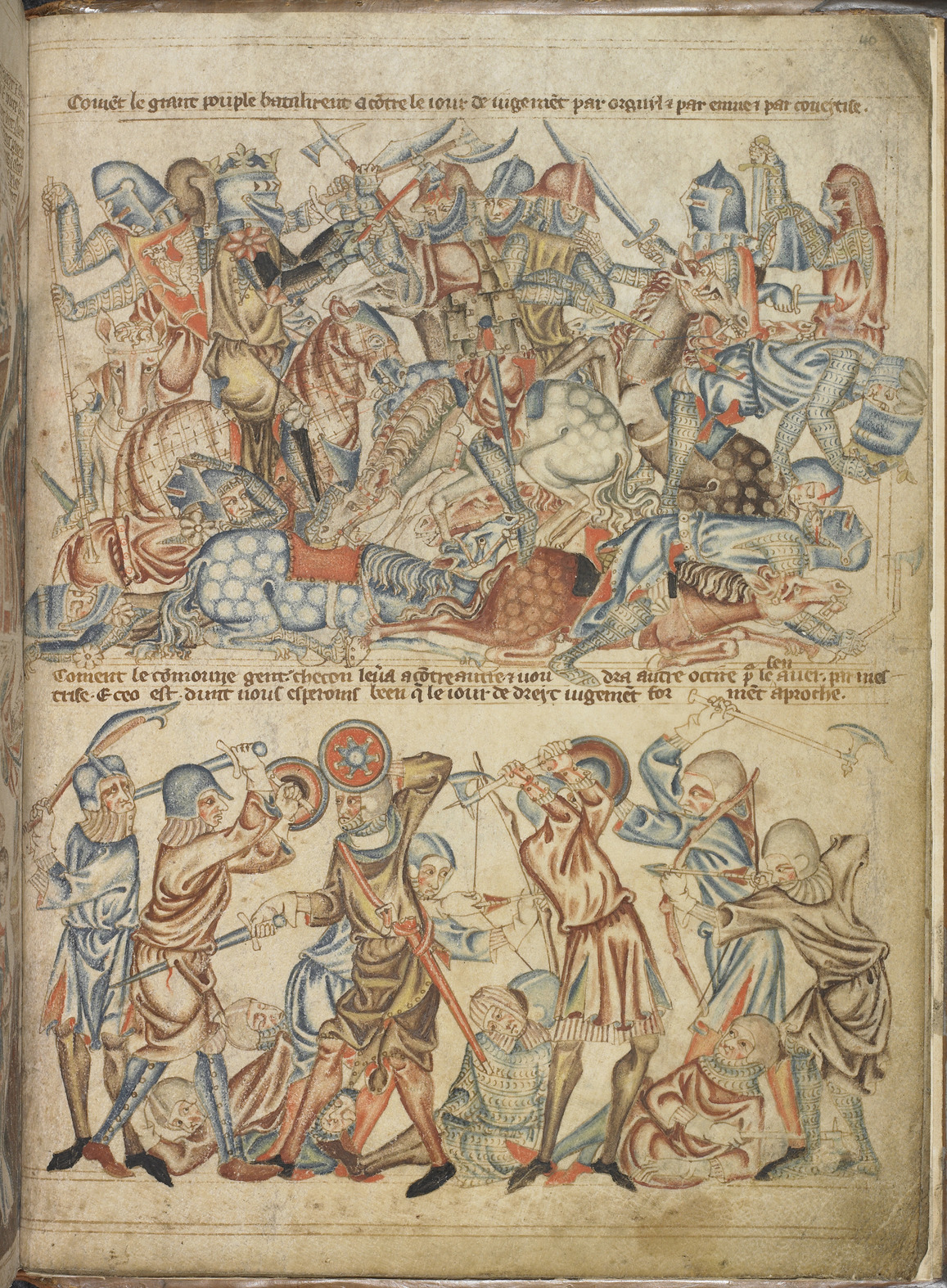
Битва при Бэннокберне. Холкхемская Библия, XIV век. Британская библиотека.

К 1314 году Роберт Брюс отвоевал большую часть шотландских крепостей, включая Эдинбург, и совершал набеги на северную Англию, доходя до Карлайла. Эдуард, заручившись поддержкой баронов, решил нанести «мятежникам» сокрушительный удар. Он собрал большую армию, включавшую, по одним данным, от 15 до 20 тысяч человек, а по другим — 22 тысячи одних только пехотинцев и 3 тысячи рыцарей. По словам автора «Vita Edvardi», «никогда ещё такая рать не исходила из Англии; если бы вытянуть множество повозок в длину, они бы заняли пространство в 20 лиг». Это войско возглавил сам король, а вместе с ним в поход пошли графы Пембрук, Херефорд, Глостер, Ольстер, бароны Мортимер, Бомонт, Клиффорд, Диспенсер, некоторые шотландские лорды. Графы Ланкастер, Уорик, Суррей и Арундел участвовать в кампании отказались, заявив, что войну не одобрил парламент, а значит, произошло нарушение ордонансов. Тем временем Брюс осадил замок Стерлинг, ключевое укрепление в Шотландии; комендант замка пообещал врагу сдаться, если Эдуард не прибудет до 24 июня. Король узнал об этом в конце мая и тут же решил ускорить выступление на север из Берика, чтобы отстоять Стерлинг. Роберт преградил ему путь к югу от города, в Торвудском лесу. У него было 500 всадников, а пехотинцев, по разным данным, 10 тысяч или 5-6 тысяч.
Две армии сблизились 23 июня у ручья Бэннокбёрн. Шотландцы заняли лесистый холм, окружённый болотами; произошли первые столкновения, в которых атаки англичан были отбиты, а командир авангарда Генри де Богун погиб. На следующий день Эдуард двинул вперёд всю армию и столкнулся с вышедшими из леса шотландцами. По-видимому, он не ожидал, что враг примет бой, и в результате его войска не перестроились в боевой порядок из походного: лучники, которые должны были нарушить порядок вражеского строя, находились в арьергарде, а не впереди. Английской кавалерии было сложно действовать в холмистой местности, и копейщики Роберта, выстроенные шилтронами, отбили её атаку. Авангард был уничтожен вместе со своим командиром, графом Глостером (племянником короля). После этого шотландцы контратаковали, оттеснили англичан в заболоченную речную долину и там устроили настоящее побоище.
Поэт Роберт Бастон, видевший сражение при Бэннокбёрне своими глазами, так описал его:

Лязг клинков, топот копыт, крики и стоны.

И вот англичане устали и подались назад.

Пусть великаны страшны, но скотты ещё страшнее,

И покатились назад недавние повелители.

Бездумный наскок обернулся немалым уроном,

И слёзы сполна пролились в английских домах по павшим.

Шотландцы же, ощутив во враге слабину,

Давили и давили, наступали и наступали…

Сколь велико горе, сколько крови и смерти!

Сколько криков и стонов, сколько грома и рёва!

Сколько ударов и блоков, сколько ран и увечий!

Сколько хитроумных затей — и сколь нежданен исход!
— Роберт Бастон. Битва при Бэннокбёрне
Эдуард долго не хотел покидать поле боя, но в конце концов он уступил просьбам графа Пембрука, понимавшего, что битва окончательно проиграна. Король спасся бегством, потеряв личную печать, щит и коня. Эдуард поклялся, что, если сможет уйти от погони, построит кармелитский монастырь в Оксфорде. Сначала он добрался до Стерлинга, но комендант, по одним данным, просто отказался впускать его, а по другим, предложил войти, чтобы вскоре сдаться врагу вместе с гарнизоном. Тогда Эдуард доскакал до Данбара, а оттуда морем отправился на юг. Стерлинг вскоре пал. Эти события стали для англичан настоящей катастрофой: они понесли огромные потери и теперь уже не могли претендовать на контроль над Шотландией.

### Углубление кризиса
Фиаско при Бэннокбёрне усилило политическое влияние оппозиции, и она вынудила Эдуарда восстановить ордонансы 1311 года. На какое-то время Ланкастер стал фактическим правителем Англии, а король оказался марионеткой в его руках. В 1316 году граф возглавил Большой королевский совет, пообещав провести в жизнь ордонансы через новую комиссию по реформам, но, по-видимому, вскоре покинул этот пост. Причиной тому могли стать разногласия между ним и другими баронами и плохое состояние здоровья. Следующие два года Ланкастер отказывался встречаться с Эдуардом в парламенте, практически лишив правительство возможности эффективно работать. Это сделало невозможным новый поход в Шотландию и вызвало в обществе страх гражданской войны. После длительных переговоров в августе 1318 года Эдуард и Ланкастер заключили Ликское соглашение: Ланкастер и его сторонники получили прощение, был создан новый королевский совет во главе с графом Пембруком. Таким образом, открытый конфликт был временно предотвращён.
Положение королевской власти осложнялось негативными климатическими явлениями, которые наблюдались в северной Европе в целом и привели к так называемому Великому голоду. Всё началось с ливней в конце 1314 года, за которыми последовали очень холодная зима и проливные дожди следующей весной; из-за этих погодных явлений погибло много скота. Климатические аномалии продолжались до 1321 года и вызвали череду неурожаев. Доходы от экспорта шерсти резко упали, стоимость продовольствия росла, несмотря на попытки правительства контролировать цены. Эдуард пытался стимулировать внутреннюю торговлю, увеличить импорт зерна и удержать рост цен, но не слишком успешно. По словам хрониста, настала «такая нужда, какой от века не бывало». Люди ели лошадей, собак и, по слухам, даже детей. Реквизиции провизии для королевского двора в голодные годы только усилили напряжённость.
Тем временем Роберт Брюс воспользовался победой при Бэннокбёрне, чтобы улучшить свои позиции. Он взял Берик, установив таким образом контроль над всей Шотландией, а его брат Эдуард в 1315 году высадился в Ирландии и был провозглашён верховным королём. Одно время даже существовала угроза, что Шотландия и Ирландия объединятся под властью одного монарха. В Ланкашире и Бристоле в 1315 году и в Гламоргане в Уэльсе в 1316 году вспыхивали народные восстания, которые, впрочем, тут же подавлялись. Флот Брюсов господствовал в Ирландском море, грабил побережье Уэльса. Эдуарда Брюса удалось разгромить в 1318 году в битве на Фогхартских холмах, и его отрубленная голова была прислана Эдуарду II, но в Ирландии и позже высаживались шотландцы (правда, заметных успехов в своих набегах они не достигали). Наиболее уязвимой для врага оказалась Северная Англия: она стала ареной постоянных набегов, и Эдуард II не мог защитить её от грабителей. Местным общинам пришлось самим откупаться от шотландцев. Например, Даремское епископство выплатило Роберту Брюсу в 1311—1327 годах 5333 фунта, а английской короне — вдвое меньшую сумму. В общей сложности за эти годы шотландцы смогли получить в качестве откупных 20 тысяч фунтов (к этому следует добавить дань натурой — скотом, провизией и т. п.). Эдуард в 1319 году осадил было Берик, но взять эту крепость не смог и зимой отступил, согласившись на двухлетнее перемирие. Во время этой осады шотландцы совершили опустошительный набег вглубь Йоркшира и разгромили при Майтоне ополчение, собранное архиепископом.
Голод и провал в шотландской политике были сочтены божественным наказанием за королевские грехи, и недовольство Эдуардом росло; один поэт-современник писал в связи с этим о «злых временах Эдуарда II». В 1318 году в Оксфорде появился психически больной человек по имени Джон Дейдрас, заявивший, что это он настоящий Эдуард II, которого подменили после рождения. Самозванец был казнён, но его заявления нашли отклик среди тех, кто критиковал Эдуарда за недостаточно королевское поведение и отсутствие способностей к твёрдому лидерству. Недовольство усиливалось из-за появления у короля новых фаворитов — Хью де Одли и Роджера Дамори, а позже Хью ле Диспенсера Младшего. Многие из тех, кто занимал умеренную позицию и помог достичь мирного компромисса в 1318 году, начали переходить на сторону противников Эдуарда, так что вероятность гражданской войны росла.

### Война Диспенсеров
Трения между баронами и королевскими фаворитами переросли в вооружённый конфликт в 1321 году. К тому моменту главным любимцем монарха был Хью ле Диспенсер, принадлежавший к относительно незнатной семье, но сумевший ещё в 1306 году жениться на племяннице Эдуарда из семьи де Клеров. Его отец всю жизнь преданно служил короне; он сам долго поддерживал лордов-ордейнеров, но в 1318 году стал ближайшим другом Эдуарда, камергером и членом королевского совета. Историк Фруассар утверждал, что Диспенсер «был содомитом и даже, как говорили, сходился с королём». Однозначных доказательств того, что Хью Младший и Эдуард были любовниками, нет. Однако вне зависимости от природы их отношений Диспенсер оказывал огромное влияние на короля и использовал это для создания собственного территориального княжества в Валлийской марке. Благодаря браку он получил треть обширных земель де Клеров, а теперь претендовал на оставшиеся две трети и на соседние владения. Врагами Диспенсера в этой ситуации стали его свояки, Хью де Одли и Роджер Дамори (тоже наследники де Клеров), а также самые могущественные бароны Марки — Хамфри де Богун, 4-й граф Херефорд, и Роджер Мортимер, 3-й барон Вигмор, — и лорды помельче. Возглавил эту коалицию старый противник Эдуарда Томас Ланкастер. По словам хрониста, «сэр Хью и его отец хотели возвыситься над всеми рыцарями и баронами Англии», а потому по отношению к ним возникли «ярая ненависть и недовольство», так что для начала гражданской войны нужен был только повод.
Этот повод появился в 1320 году: по просьбе Диспенсера Младшего Эдуард передал ему Гауэр в Гламоргане, предварительно конфискованный у Джона Моубрея. Таким образом, король грубо нарушил обычаи Марки, в соответствии с которыми переходили от семьи к семье земельные владения. Моубрей тут же заключил союз с Одли, Дамори и Мортимером и получил обещание поддержки от Ланкастера. Встретившись 27 февраля 1321 года, союзники решили собрать войска и двинуть их в земли Диспенсеров в Южном Уэльсе, чтобы в дальнейшем заставить Эдуарда выслать фаворитов из страны. Эдуард и Хью Младший узнали об этих планах в марте и отправились на запад, надеясь, что посредничество умеренно настроенного графа Пембрука предотвратит эскалацию конфликта. На этот раз, однако, Пембрук отказался вмешиваться. Безоговорочная поддержка Эдуардом своего фаворита заставила большинство баронов Марки и многих других лордов примкнуть к мятежу против короны. Мятежники проигнорировали вызов на суд парламента, король в ответ конфисковал земли Одли, а в мае начались боевые действия.
Бароны вторглись в земли Диспенсеров, где заняли Ньюпорт, Кардифф и Кайрфилли. Затем они разграбили Гламорган и Глостершир, в Понтефракте встретились с Ланкастером и организовали сессию «частного парламента», в ходе которой был заключён формальный союз. Позже собрание баронов и представителей Церкви осудило Диспенсеров за нарушение ордонансов. В июле мятежники во главе с Мортимером подошли к Лондону и потребовали от короля изгнать Диспенсеров, обвиняя их в узурпации высшей власти. Бароны открыто заявили, что в случае отказа свергнут Эдуарда. Тот был вынужден подписать указы о высылке фаворитов, о конфискации их владений и о прощении лордов Марки за мятеж (19—20 августа 1321 года).

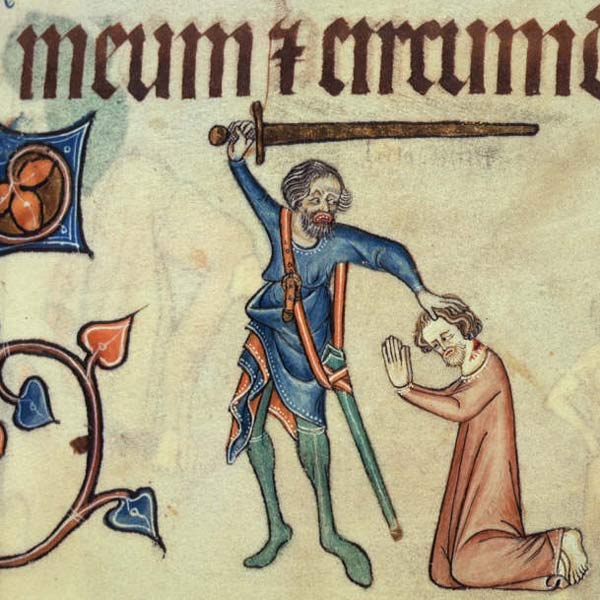
Казнь Томаса Ланкастера. Псалтырь Латтрелла (1320—1340). Британская библиотека

Сразу после этих событий Эдуард начал готовиться к мести. С помощью Пембрука он собрал коалицию, в которую вошли его единокровные братья, несколько графов и епископов, и приготовился к новой войне. Король начал с влиятельного кентского барона Бартоломью де Бэдлсмира, участвовавшего в мятеже: королева Изабелла направилась (предположительно по поручению мужа) в Кентербери, а в пути приблизилась к крепости Бартоломью, замку Лидс, чтобы попросить там пристанище на ночь. Барона в замке не было, а его жена ожидаемо отказалась впустить королеву, боясь её внушительного эскорта и видя, что Изабелла почему-то отклонилась от традиционного маршрута между Кентербери и Лондоном. Люди баронессы даже убили нескольких сопровождающих королевы, и Эдуард получил законный повод, чтобы взяться за оружие. Лидс был осаждён. Мортимер и Херефорд двинулись было ему на помощь, но Ланкастер, личный враг Бэдлсмира, отказался их поддержать, и они остановились на полпути. Короля поддержали братья, графы Суррей, Арундел, Пембрук и Ричмонд, так что под Лидсом собралась 30-тысячная армия. В целом общественное мнение оказалось на стороне короны, так как Изабеллу любили. 31 октября 1321 года Лидс капитулировал. Баронессу и её детей отправили в Тауэр.
Это была первая военная победа Эдуарда II. Теперь он был готов расправляться со своими врагами и их близкими самым жестоким образом, без суда. В декабре король двинул армию в Валлийскую марку. Организованного сопротивления он не встретил; Роджер Мортимер и его дядя, барон Чирк, сдались королю и были закованы в цепи, а их владения были конфискованы. Та же судьба постигла земли Богунов, Дамори, Одли и барона Беркли. Последний тоже оказался в тюрьме. Граф Херефорд бежал на север, к Ланкастеру, который вёл переговоры о союзе с Робертом Брюсом. В марте туда же двинулся и король. В пути в плен к нему попал Роджер Дамори, который был приговорён к смерти, тут же получил помилование «из-за того, что король сильно любил его», но умер от раны спустя три дня. Войска Ланкастера потерпели поражение сначала 10 марта при Бертон-Бридже, потом 16 марта в битве при Боробридже (здесь погиб граф Херефорд). Ланкастер сдался, трибунал в Понтефракте признал его виновным в измене и приговорил к смерти. 22 марта графу отрубили голову, причём историки отмечают: это была первая в Англии казнь аристократа за измену со времён Вильгельма Завоевателя.

### Эдуард и Диспенсеры
Эдуард наказал мятежников через систему специальных судов по всей стране: судьям заранее сообщалось, какие приговоры выносить обвиняемым, причём последним не позволялось выступать в свою защиту. Одних казнили, других отправляли в тюрьму или штрафовали; земли изымались, а выжившие родственники брались под стражу. Казнены были несколько десятков человек, в том числе бароны Бэдлсмир и Клиффорд. Тела казнённых разрубались на четыре части и выставлялись на всеобщее обозрение в течение двух лет. Граф Пембрук, к которому Эдуард потерял доверие, был арестован и выпущен только после того, как объявил всё своё имущество залогом собственной верности. До конца своих дней должны были находиться в тюрьме двое Мортимеров, дядя и племянник (их приговорили к смерти, но король заменил казнь на пожизненное заключение). Дочери последнего были разосланы по монастырям, в заточении оказались сыновья графа Херефорда, вдова и тёща Ланкастера. Эдуард смог вознаградить своих верных сторонников, особенно семью Диспенсеров, конфискованными поместьями и новыми титулами. Штрафы и конфискации обогатили Эдуарда: за несколько первых месяцев он получил более 15 тысяч фунтов, а к 1326 году в его казне было 62 тысячи фунтов.
Автор «Жизнеописания Эдуарда II» так пишет о ситуации в Англии в 1322 году:

О несчастье! Тяжко видеть людей, столь недавно одетых в пурпур и тонкое полотно, в лохмотьях, в цепях, в заточении. Жестокость короля так возросла, что никто, даже из самых великих и мудрых, не осмеливается перечить его воле. Знать королевства устрашена угрозами и карами. Воле короля более нет препон. Посему ныне сила побеждает разум, ибо любое желание короля, даже неразумное, обретает силу закона.
— Уэйр Э. Французская волчица — королева Англии. Изабелла. М., 2010. С. 209.

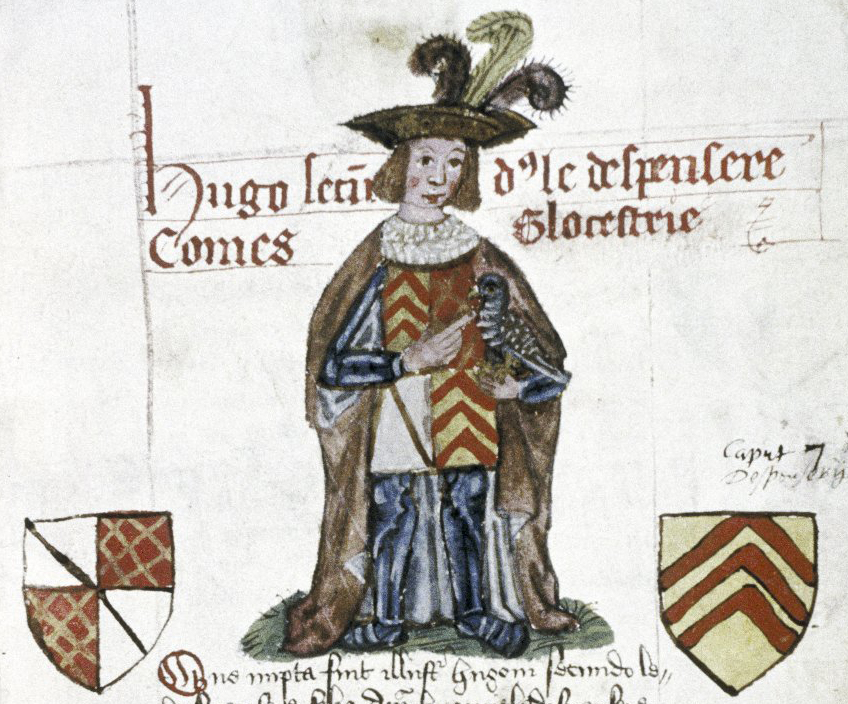
Хью Диспенсер Младший. Книги основателей и благотворителей аббатства Тьюксбери (ок. 1525). Бодлианская библиотека.

В марте 1322 года в Йорке собрался парламент, который формально отменил ордонансы и согласился на новые налоги для финансирования шотландской войны. Для нового похода на север была собрана армия, насчитывавшая около 23 тысяч человек. Эдуард дошёл до Эдинбурга и разграбил Холирудское аббатство, но Роберт Брюс уклонился от сражения, заманивая противника в глубь страны. Планы поставлять припасы морем провалились, и у англичан быстро закончился провиант. Согласно Джону Барбуру, за всё время похода англичане не встретили ни души; им попалась только одна хромая корова, и граф Суррей сказал: «Это самая дорогая говядина, когда-либо виденная мною». Эдуарду пришлось отступить. Шотландцы его преследовали; при Байленде они разгромили английский арьергард, взяв в плен графа Ричмонда, и сам король с трудом спасся, укрывшись в Йорке. Во время этой кампании погиб внебрачный сын короля Адам, а находившаяся в Тайнмуте королева Изабелла едва не попала в плен и была вынуждена бежать морем. Король спланировал новую кампанию, подняв ради неё налоги, но в обществе заметно падало доверие к его шотландской политике. Эндрю Харкли, заслуженный военачальник, незадолго до того ставший графом Карлайлом, начал сепаратные переговоры с Брюсом о мире. Соглашение, заключённое в январе 1323 года, предполагало, что Эдуард признает Роберта королём Шотландии, а тот перестанет нападать на Англию и выплатит огромную сумму в 40 тысяч марок. Эдуард, узнав об этом, пришёл в ярость и немедленно казнил Харкли, но вскоре согласился на тринадцатилетнее перемирие с Брюсом.
Хью Диспенсер Младший после возвращения из изгнания жил и правил в величественной манере, играя ключевую роль в правительстве Эдуарда и проводя самостоятельную политику через широкую сеть вассалов. Он получил всё наследство де Клеров, установив в результате контроль над Южным Уэльсом, и продолжал приобретать земли законными и незаконными способами. В этом Диспенсер опирался на поддержку Роберта Болдока и Уолтера Степлдона, канцлера и казначея Эдуарда соответственно. Тем временем росло число недовольных Эдуардом. Ходили слухи о чудесах около гробницы графа Ланкастера и виселицы, на которой казнили оппозиционеров в Бристоле. Хаос, вызванный конфискацией земель, вносил свой вклад в разрушение правопорядка. Старая оппозиция попыталась освободить узников, которых Эдуард держал в Уоллингфордском замке, а самый значительный из арестованных лордов марки Роджер Мортимер 1 августа 1323 года смог бежать из Тауэра во Францию.

### Война с Францией
Разногласия между Эдуардом и французской короной относительно герцогства Аквитанского привели в 1324 году к военному конфликту, получившему название Война Сен-Сардо. Шурин Эдуарда Карл IV Красивый, взошедший на престол в 1322 году, вёл более агрессивную политику, чем его предшественники. В 1323 году он потребовал, чтобы Эдуард прибыл в Париж и принёс оммаж за Аквитанию, а также чтобы люди Эдуарда в герцогстве впустили туда французских чиновников и позволили им исполнять приказы, данные в Париже. Один из вассалов Эдуарда построил бастиду в деревне Сен-Сардо в Ажене, спорной территории на границе Гаскони. Вассал Карла занял эту бастиду, но гасконцы её отбили и повесили взятых в плен чиновников французского короля. Эдуард, отрицая свою ответственность за инцидент, осудил зарвавшихся вассалов, но отношения между двумя королями всё равно резко ухудшились. В 1324 году Эдуард отправил в Париж графа Пембрука для решения ситуации, но по пути тот неожиданно заболел и умер. Карл объявил о конфискации герцогства и двинул армию в Аквитанию, чтобы исполнить это решение.

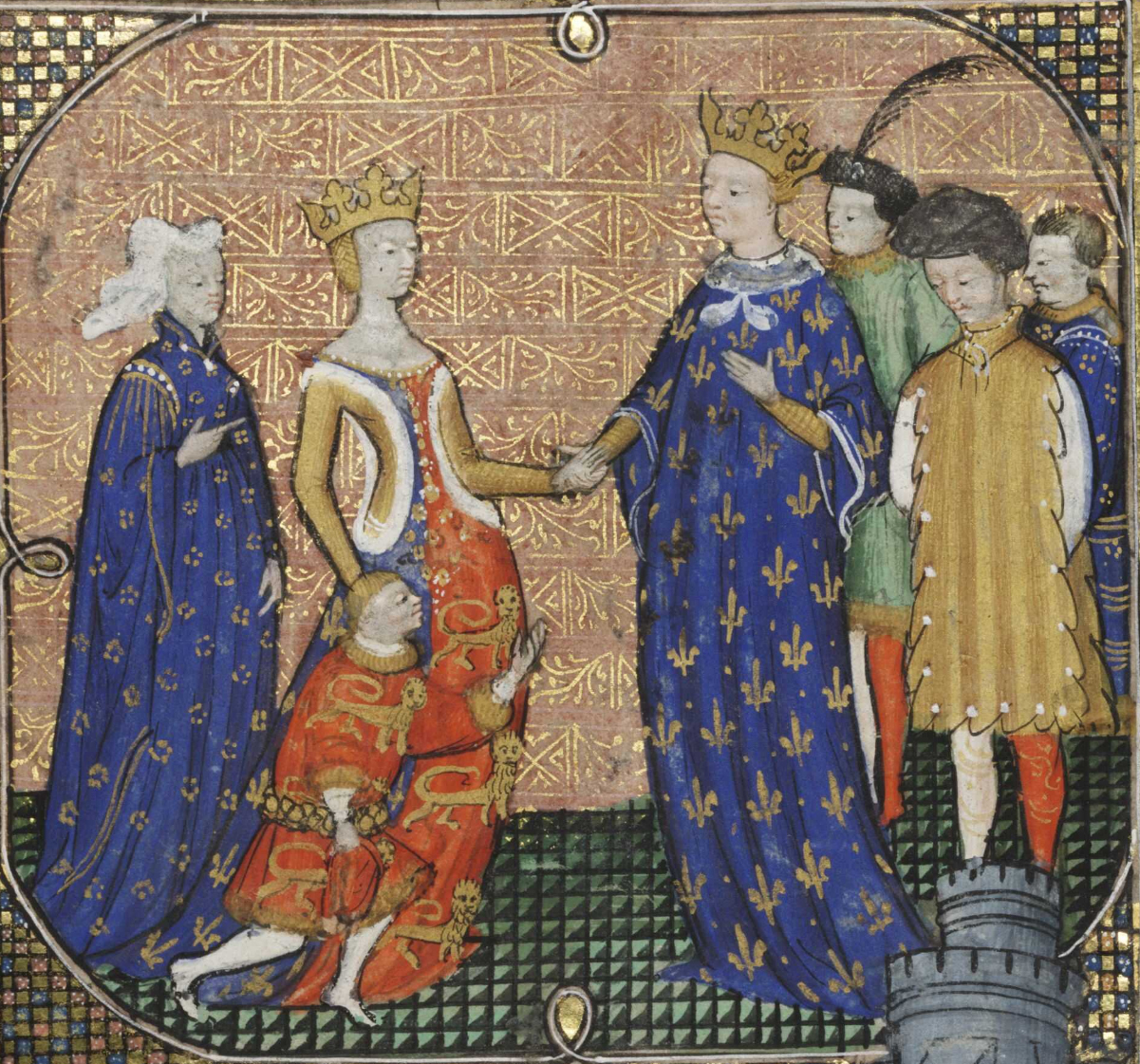
Будущий Эдуард III в 1325 году приносит оммаж Карлу IV под руководством Изабеллы Французской. XV век. Национальная библиотека Франции.

Военные силы Эдуарда на юго-западе Франции насчитывали около 4400 человек, а во французской армии под командованием Карла Валуа было 7 тысяч; Валуа без боя занял Ажен, Разас, Кондом и графство Гор. В сильной крепости Ла-Реоль занял оборону наместник Эдуарда в Аквитании, его брат Эдмунд Кентский. Он отбил первый штурм, но врагу удалось пробить брешь в стене благодаря использованию артиллерии. Войско, которое должно было отправиться из Англии на помощь Ла-Реолю, взбунтовалось из-за невыплат жалованья. В результате Эдмунду пришлось сдаться (22 сентября 1324 года), заключить перемирие до 14 апреля 1325 года и поклясться, что он убедит брата заключить мир или вернётся в плен. Теперь под контролем Эдуарда оставалась только довольно узкая полоса побережья с Бордо и Байонной. Король приказал арестовать всех французов в своих владениях и конфисковал земли Изабеллы из-за её французского происхождения. В ноябре 1324 года он встретился с графами и представителями церкви, которые порекомендовали ему лично отправиться на континент с армией. Эдуард решил остаться в Англии, отправив вместо себя графа Суррея. Тем временем начались новые переговоры с французским королём. Карл выдвинул различные предложения, наиболее привлекательное из которых для английской стороны заключалось в том, что если Изабелла и принц Эдуард отправятся в Париж и принц принесёт оммаж французскому королю за Гасконь, то он закончит войну и вернёт Ажене. Эдуард и его сторонники боялись отправлять принца во Францию, но согласились в марте 1325 года послать королеву одну. Дальнейшие события показали, что это была трагическая ошибка.
Изабелла и посольство Эдуарда провели переговоры с французами в конце марта. Переговоры шли нелегко, и соглашение было достигнуто, только когда Изабелла лично обсудила вопрос со своим братом Карлом. Условия были благоприятными для Франции: в частности, Эдуард лично должен был принести Карлу оммаж за Аквитанию, а чиновников в его французских владениях отныне назначала французская корона; герцог мог назначать только шателенов. Не желая вступать в новую войну, Эдуард согласился на договор, но решил передать континентальные владения своему старшему сыну и отправил принца в Париж. Эдуард-младший пересёк Ла-Манш и в сентябре 1324 года принёс вассальную присягу Карлу IV. Однако последний передал новому герцогу не все его владения, удержав за собой Ажене. Эдуард II в ответ дезавуировал присягу сына, а Карл снова конфисковал герцогство. Ситуация оставалась неурегулированной до конца правления Эдуарда II.

## Падение и гибель

### Разрыв с Изабеллой
Эдуард II ожидал, что жена и сын теперь вернутся в Англию, но Изабелла осталась во Франции и не выказывала намерений уезжать. До 1322 года брак Эдуарда и Изабеллы казался успешным, но ко времени отъезда королевы во Францию в 1325 году отношения между супругами значительно ухудшились. Судя по всему, Изабелла ненавидела Диспенсера Младшего — не в последнюю очередь из-за того, что он оскорблял женщин высокого статуса. Королева стыдилась того, что ей трижды пришлось бежать от шотландской армии за время её брака, и в последнем из этих случаев в 1322 году она винила Диспенсера. Последний мир Эдуарда с Робертом Брюсом нанёс серьёзный ущерб ряду благородных семей, владевших землями в Шотландии, включая Бомонтов, близких друзей Изабеллы. Королева была возмущена конфискацией своих земель в 1324 году; наконец, Эдуард из-за войны Сен-Сардо забрал у неё детей и отдал их под опеку жены Диспенсера.
Призывы мужа вернуться Изабелла игнорировала. Эдуард много раз обращался к сыну с просьбой вернуться домой и к своему шурину Карлу IV, чтобы тот вмешался, но и это не возымело эффекта. Между тем в окружении королевы в Париже начали собираться противники Эдуарда: сэр Джон Мальтраверс, граф Ричмонд, Джон Кромвель; к ним примкнул и граф Кент, который ненавидел королевских фаворитов. В доме королевы и в её присутствии начали обсуждать планы свержения Диспенсеров и даже убийства короля. Последний, узнав об этом осенью 1325 года, приказал жене немедленно ехать в Лондон. Она в ответ заявила, что Диспенсер стоит между ней и мужем и что она не вернётся, «пока этот наглец не будет устранён», а также не допустит возвращения в Англию сына. С этого момента Изабелла демонстративно носила вдовью одежду, а Эдуард перестал оплачивать её расходы. Вскоре королева встретилась с Роджером Мортимером, который стал её любовником и главным союзником в борьбе против мужа; эта связь стала общеизвестной к февралю 1326 года.
Примерно тогда же Эдуард II узнал, что его жена заключила союз с Вильгельмом I, графом Эно: принц Эдуард должен был жениться на дочери Вильгельма, а тот в обмен обещал военную помощь. Это известие крайне встревожило короля, и он заявил о сборе армии. В официальном письме говорилось, что «королева не пожелала ни возвратиться к королю, ни отпустить его сына, почему король полагает, что она прислушалась к наущениям Мортимера, злейшего врага короля и мятежника, и вступила в соглашение с людьми тех краёв и прочими чужестранцами с целью совершить вторжение». Однако в ближайшее время высадка не состоялась. Король обратился к папе римскому, и тот прислал своих легатов для улаживания конфликта. Сначала они встретились с Изабеллой, которая изъявила готовность примириться с мужем, если тот вышлет Диспенсеров; однако Эдуард делать это отказался и дал понять, что подумывает об аннулировании брака. В ответ королева ускорила подготовку к высадке. Граф Вильгельм пообещал ей 132 транспортных корабля и восемь военных, а в августе 1326 года состоялась помолвка принца Эдуарда и Филиппы д’Эно.

### Вторжение

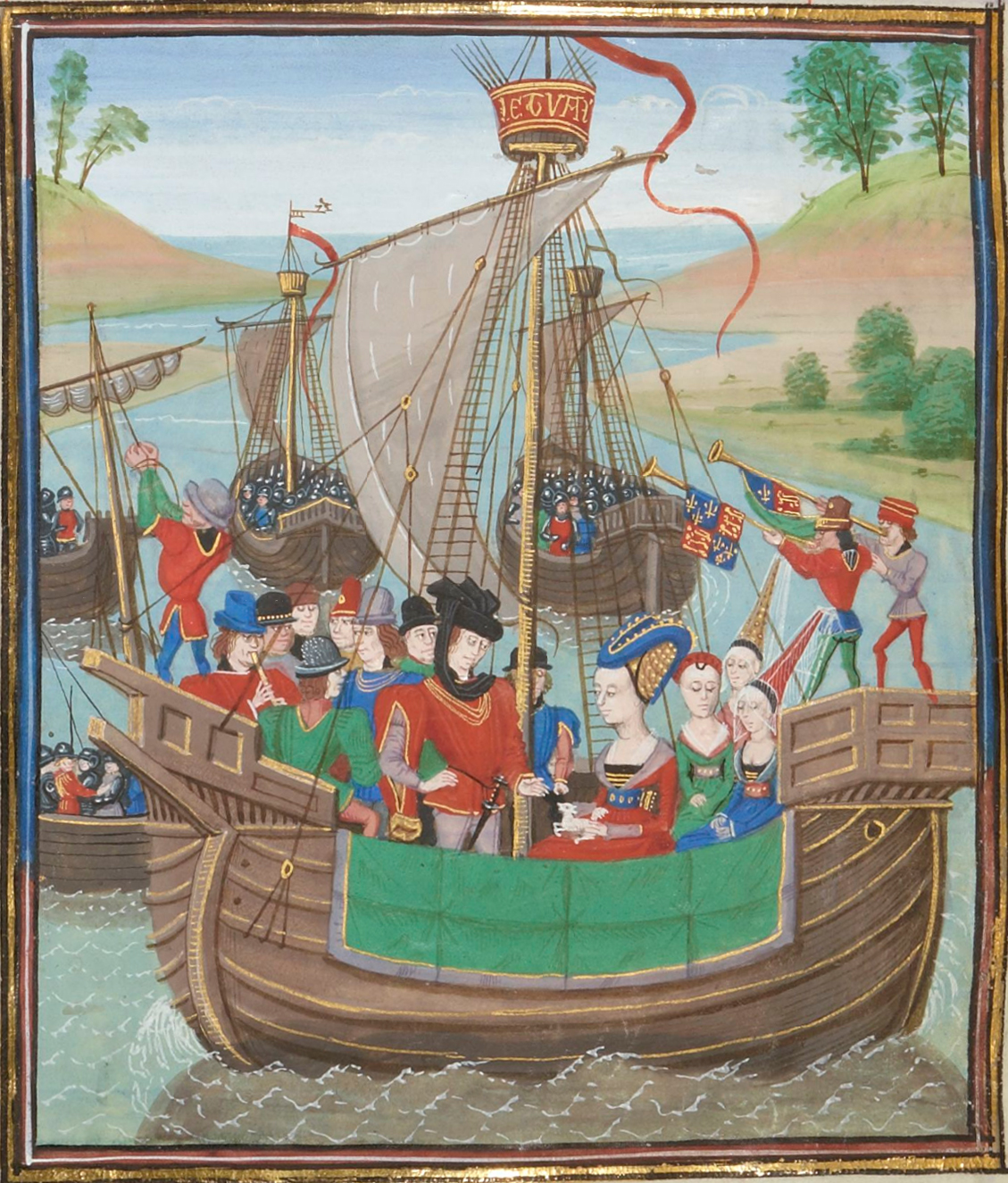
Возвращение Изабеллы Французской в Англию вместе с лордом Мортимером и графом Эно. Миниатюра из «Хроник» Фруассара. XV век. Национальная библиотека Франции.

В августе—сентябре 1326 года Эдуард подготовил укрепления вдоль берегов Англии на случай атаки со стороны континента. В портах Портсмута на южном и Хариджа на восточном берегах был сконцентрирован военный флот, а в Нормандию в диверсионную атаку был отправлен отряд в 1600 человек. Эдуард издал воззвание к подданным с призывом защищать королевство, но это не возымело какого-либо эффекта. На местном уровне власть короля была очень слаба, Диспенсеров мало кто любил, а многие из тех, кому Эдуард доверил защиту страны, оказались некомпетентны, быстро перешли на сторону мятежников либо просто не хотели воевать. В частности, в порт Харидж было приказано явиться 2200 людям для его защиты, но на деле прибыли только 55; большая часть денег, выделенных на подготовку побережья к обороне, так и не была потрачена.

Маршруты движений войска, возглавляемого Изабеллой Французской, и бегства Эдуарда II осенью 1326 года.

Мортимер, Изабелла и принц Эдуард в компании с единокровным братом короля Эдмундом Вудстоком высадились в Харидже в Оруэлльской бухте 24 сентября с небольшим войском (по разным данным, от 500 до 2700 человек) и не встретили сопротивления. Враги Диспенсеров быстро начали присоединяться к ним, причём первым был ещё один брат короля Томас Бразертон, лорд-маршал и самый могущественный человек Восточной Англии. За ним последовали Генри Ланкастер, унаследовавший графство от своего брата Томаса, другие лорды и ряд высокопоставленных священнослужителей. Из всех баронов верными короне остались только графы Арундел и Суррей. Расположившись в залах укреплённого и безопасного Тауэра, Эдуард попытался найти поддержку в столице, но Лондон восстал против него, и 2 октября король покинул город вместе с Диспенсерами. Столица погрузилась в хаос: толпы атаковали оставшихся чиновников и сторонников короля, убили его бывшего казначея Уолтера Степлдона в Соборе Святого Павла и заняли Тауэр, освободив заключённых.
Эдуард продолжил двигаться на запад, достигнув Глостера в период между 9 и 12 октября; он надеялся попасть в Уэльс и там собрать армию, но никакой реальной поддержки не получил. В какой-то момент при нём осталось всего 12 лучников, и король умолял этих людей не бросать его. Планы Эдуарда изменились: в Чепстоу он сел на корабль вместе с младшим Диспенсером, вероятно, рассчитывая попасть сначала на Ланди (остров в Бристольском заливе, принадлежавший фавориту), а затем в Ирландию, где можно было обрести убежище и получить поддержку. Однако из-за шторма королю пришлось высадиться в Кардиффе. Он укрылся в замке Кайрфилли, откуда начал рассылать воззвания к вассалам и указы о вербовке. Однако эти послания не возымели никакого действия; к 31 октября Эдуарда оставили даже слуги.
Таким образом, власть Эдуарда в Англии рухнула в течение месяца. Мятежники изначально демонстрировали свою лояльность по отношению к королю: Изабелла сразу после высадки заявила, что её цель — отомстить за гибель Томаса Ланкастера и покончить с «врагами королевства» — Диспенсерами. В прокламации от 15 октября говорилось, что Хью Младший «обличил себя как явный тиран и враг Бога, Святой Церкви, дражайшего государя-короля и всего королевства», так что цель Изабеллы и её союзников — «защитить честь и выгоду… государя-короля». Ничего похожего на критику Эдуарда в этом документе не было. Однако в тот же день епископ Адам Орлетон произнёс в Уоллингфорде при огромном стечении народа проповедь, в которой яростно нападал на короля. По словам епископа, Эдуард одно время «носил спрятанный в чулке нож, чтобы убить королеву Изабеллу, и говаривал, что при отсутствии иного оружия мог бы загрызть её зубами»; якобы именно поэтому супруге пришлось его оставить. Отсюда Орлетон делал вывод об оправданности мятежа и о необходимости низложения короля: «Когда глава государства становится больным и немощным, необходимость заставляет устранить его, не прибегая к бесполезным попыткам применить иные средства». Проповедь имела большой успех и вызвала вспышку ненависти по отношению к Эдуарду.
Мятежники использовали попытку короля уплыть из Чепстоу в своих интересах. Совет, собравшийся 26 октября под председательством королевы, объявил, что Эдуард бросил свой народ, и назначил «хранителем королевства» в его отсутствие принца Уэльского. Диспенсер Старший, окружённый в Бристоле, сдался, был тут же осуждён и казнён. Эдуард и Хью-младший бежали из Кайрфилли примерно 2 ноября, оставив драгоценности, значительные припасы и по крайней мере 13 тысяч фунтов; возможно, они всё ещё надеялись достигнуть Ирландии. 16 ноября король и его фаворит были найдены и арестованы поисковым отрядом во главе с Генри Ланкастерским в районе Ллантризанта. Эдуарда отвезли в замок Монмут, а затем обратно в Англию, где он был заключён в крепость Генри Ланкастера в Кенилуэрте.
Хью Диспенсер Младший был осуждён, провозглашён предателем и приговорён к повешению, потрошению, оскоплению и четвертованию; казнь состоялась 24 ноября 1326 года. Бывший канцлер Эдуарда Роберт Болдок умер во Флитской тюрьме, граф Арундел был обезглавлен без суда. К концу ноября переворот стал свершившимся фактом. Эдуард передал Большую королевскую печать жене, и она теперь подписывала документы от его имени.

### Отречение

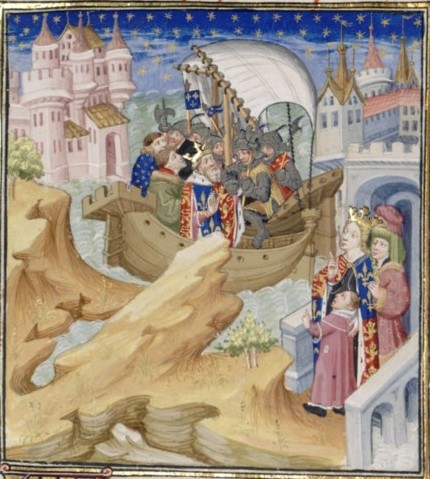
Взятие в плен Эдуарда II. XV век. Национальная библиотека Франции.

Потеряв какую-либо фактическую власть, Эдуард формально оставался королём, что создавало для мятежников серьёзную проблему. Большая часть новой администрации не хотела допустить его освобождения и возвращения к власти. Между тем законы и обычаи Англии не предусматривали процедуру низложения монарха. В январе 1327 года в Вестминстере собрался парламент, и Эдуарда пригласили на заседание, чтобы он отрёкся от престола. Однако король ответил представшим перед ним депутатам решительным отказом. Он «осыпал их проклятиями и решительно заявил, что не желает являться среди своих врагов, а вернее, изменников». Тогда на заседании парламента 12 января 1327 года собравшиеся согласились с тем, что Эдуарда II нужно низложить и заменить сыном, Эдуардом III. Это решение поддержала толпа лондонцев, которой разрешили войти в Вестминстер-Холл. Депутаты одобрили специально составленные «Статьи низложения», из которых следовало, что Эдуард II не способен править самостоятельно, что он постоянно находился под влиянием дурных советчиков, «предавался суетным развлечениям и занятиям, совсем неподобающим королю», думал только о своей выгоде и в результате потерял Шотландию, земли в Ирландии и Гаскони.

Далее, из-за своих личных пороков и слабостей и из-за доверчивого следования худым советам он разорил Святую Церковь. Одних духовных особ он держал в темнице, а других — в глубокой печали. Кроме того, многие великие и знатные люди его королевства были преданы позорной смерти, брошены в узилище, изгнаны, сосланы и лишены наследства.
— Декларация по поводу низложения Эдуарда II.
Принца Уэльского тут же провозгласили королём, но он отказался принять корону, пока отец от неё не отрёкся: принц понимал, что, если он получит власть от парламента, парламент в будущем сможет его низложить. Поэтому в Кенилуэрт отправилась новая депутация, включавшая представителей всех сословий. 20 января 1327 года она встретилась с Эдуардом. Перед этим трое депутатов во главе с Адамом Орлетоном заявили королю, что если тот отречётся, его сын станет его преемником, но если он откажется, его сын тоже может быть лишён наследства, а корона перейдёт другому кандидату (подразумевался явно Роджер Мортимер). В слезах Эдуард согласился отречься. 21 января сэр Уильям Трассел, представляя королевство в целом, отозвал свой оммаж и формально окончил правление Эдуарда II. В Лондон была отправлена прокламация о том, что Эдуард, теперь именовавшийся просто Эдуардом Карнарвонским, по собственной воле отрёкся от королевства. Уже 2 февраля в состоялась коронация нового монарха.

### Заключение
«Пришла ко мне зима, лишь горем я живу.

Фортуна бьёт меня так часто, так жестоко!

Удар, ещё удар наносит наяву,

Надежда, сила, дух — всё сломлено до срока.

Красотою и мудростью будешь богат,

Честью, славой весьма наделён,

Но как только Фортуна отводит свой взгляд,

Ты — в позоре, ты глуп, ты смешон.

Кого я любил, ненавидеть я должен,

Горчайшее горе мне душу гложет,

И тело страдает, и сердце слабо

По воле прекрасной моей Изабо.

Я верил — верна мне, а ныне обман

У ней в каждом слове, она мне враг.

Лишь чёрным отчаяньем дарит меня

И радость всю обратила в страх».
Всю зиму 1326—1327 годов Эдуард провёл в Кенилуэрте под присмотром Генри Ланкастера. Там с пленником обращались почтительно, в соответствии с его саном. Жизнь Эдуарда была довольно комфортной; известно, что королева регулярно присылала ему изысканную еду, красивую одежду и другие подарки. При этом Эдуард находился в подавленном состоянии. Он не раз просил разрешить ему встретиться с женой и детьми, но его просьбы оставались без ответа. Авторству короля приписывают стихотворение «Жалоба Эдуарда II», якобы написанное во времена заключения, но многие современные учёные высказывают в связи с этим сомнения.
В марте 1327 года выяснилось, что противники нового правительства строят планы по освобождению Эдуарда, поэтому пленника перевели в более безопасное место — в замок Беркли в Глостершире, куда бывший король прибыл 5 апреля 1327 года. Теперь он находился под стражей Томаса Беркли (зятя Мортимера, после битвы при Боробридже просидевшего четыре года в тюрьме) и Джона Мальтраверса, в прошлом союзника Томаса Ланкастера; третьим стражем стал сэр Томас Гурней, человек из окружения Мортимера, сидевший вместе с ним в Тауэре. Таким образом, у всех троих были причины для антипатии по отношению к Эдуарду, и некоторые источники сообщают, что с пленником обращались плохо. Например, один хронист утверждает, что на пути в Беркли, который длился три дня, Эдуарду не давали спать, что он мёрз в лёгкой одежде, что над ним насмехались, называя сумасшедшим и надев ему на голову корону из соломы; наконец, чтобы сделать облик бывшего короля неузнаваемым, ему сбрили бороду, усадив для этого на кочку и смочив ему лицо холодной водой из канавы. Предположительно все эти рассказы — выдумка, относящаяся к концу XIV века. Благодаря расходным книгам Беркли известно, что для нужд Эдуарда закупалось много хорошей пищи: говядины, каплунов, яиц, сыра и т. п., а также вина. Лорду Беркли, согласно одной из хроник, был приказано обращаться с пленником «со всей почтительностью».
Сторонники Эдуарда из числа монахов-доминиканцев и бывших придворных рыцарей не оставляли попытки освободить его. В июне им удалось проникнуть в замок Беркли. По одной версии, они взяли крепость штурмом и похитили бывшего короля, но позже он был схвачен и к 27 июля возвращён на прежнее место; по другой, Эдуарда увезли его тюремщики из-за возникшей угрозы, и некоторое время бывшего короля секретно переводили из замка в замок (в Корф и другие крепости, названия которых неизвестны), пока не вернули в Беркли. В начале сентября был раскрыт ещё один заговор с целью освобождения Эдуарда, который возглавлял валлийский рыцарь Рис ап Гриффит. А 23 сентября 1327 года Эдуарду III сообщили, что в ночь на 21 сентября его отец умер в замке Беркли.

### Смерть

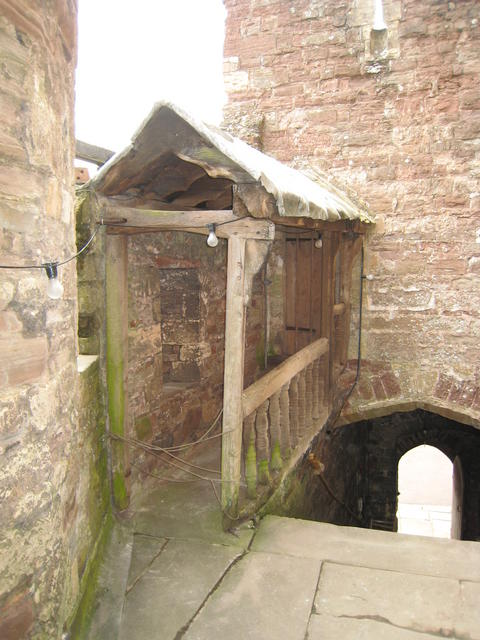
Проход к камере в замке Беркли, которую традиционно связывают с заключением Эдуарда.

Достоверных источников, которые бы подробно рассказывали о кончине Эдуарда II, нет. В самых ранних не уточняется причина смерти, либо говорится об удушении. Так, «Анналы святого Павла» сообщают, что «король Эдуард умер в замке Беркли, где его держали в заключении». Согласно Адаму Мьюримуту (около 1337 года), по стране ходили слухи, что Мортимер приказал убить пленника «ради предосторожности» и что Мальтраверс и Гурней задушили бывшего короля. В показаниях некоего Хайвела ап Гриффита, данных в 1331 году, говорится о «подлом и предательском убийстве» без подробностей, а в хронике «Брут» — о том, что смерть стала следствием болезни. Согласно «Лондонской хронике» 1340-х годов короля «предательски умертвили» Мальтраверс и Беркли. Наконец, каноник из Бридлингтона, написавший до 1340 года биографию короля, сообщает, что «об этой смерти высказываются по-разному» и что он сам не придаёт значения многочисленным версиям.
После казни Мортимера (1330 год) появляется и становится очень популярной версия о необычном способе убийства Эдуарда. Самое раннее сообщение об этом содержится в хронике «Брут»: бывшему королю всунули «длинный рог поглубже в его задний проход, а потом взяли раскалённый медный прут и через рог ввели его внутрь тела, и много раз провернули во внутренностях». Таким образом, убийцы сделали своё дело, не оставив следов, и покарали Эдуарда за его гомосексуальные наклонности. Эту версию поддержали автор Historia Aurea (примерно 1346 год; у него король «был убит путём введения раскалённого железа через рог, вставленный в его зад») и Ранульф Хигден (примерно 1347 год; в его изложении Эдуард «был постыдно убит раскалённым докрасна прутом, которым пронзили его анальное отверстие»).
Максимально подробно тему раскрыл Джеффри Бейкер, написавший свою хронику между 1350 и 1358 годами. Согласно этому автору, тюремщики получили от королевы письмо, составленное очень хитроумно. В одном предложении была пропущена запятая, из-за чего его можно было толковать по-разному. Фраза Eduardum occidere nolite timere bonum est при запятой после nolite переводится «Не убивайте Эдуарда, должно бояться так поступать», а при запятой после timere — «Не должно бояться убивать Эдуарда, так и поступайте» (краткий вариант перевода — «казнить нельзя помиловать»). Мальтраверс и Гурней поняли, чего от них ждут. Сначала они пытались довести Эдуарда до смерти от естественных причин: морили его голодом, подолгу не давали спать, держали у ямы с разлагающимися трупами животных. Увидев, что это бесполезно, они задумали убийство. Вечером Мальтраверс и Гурней напоили Эдуарда, потом дали ему уснуть, вошли в его комнату с четырьмя солдатами, положили ему на живот большой стол и задрали ему ноги. Через рог убийцы ввели королю в кишечник «прут, используемый паяльщиками, раскалённый докрасна», «и так сожгли жизненно важные органы». В этот момент Эдуард закричал так громко, что его услышали в соседнем городке, «и все понимали, что человека убивают».
Смерть бывшего короля, как отмечает Марк Ормрод, выглядит «подозрительно своевременной», так как она значительно улучшила положение Мортимера. Большинство историков предполагает, что Эдуард был убит по приказу представителей новой власти, хотя абсолютная уверенность невозможна. Версия о раскалённом пруте фигурирует в большей части позднейших биографий Эдуарда, но современными историками она часто оспаривается: убийство, совершённое таким способом, не могло бы остаться тайной. Исследователь Сеймур Филлипс считает, что удушение более вероятно, и отмечает, что история о роге может быть правдой, но она подозрительно похожа на более ранние сообщения о гибели короля Эдмунда Железнобокого. Это сходство признают Иан Мортимер и Пьер Шапле. Пол Доэрти отмечает, что современные историки относятся к «сенсационному описанию смерти Эдуарда более чем скептически». Майкл Прествич пишет, что большая часть истории Джеффри Бейкера «принадлежит к миру скорее романа, чем истории», но всё же признаёт, что Эдуард «вполне возможно» умер от введения раскалённого прута в задний проход. Наконец, эпизод с письмом признан явной выдумкой по двум причинам: у Матвея Парижского есть точно такая же история об убийстве королевы Венгрии в 1252 году, а Адам Орлетон, которому Бейкер приписывает авторство письма, на момент смерти Эдуарда был в Авиньоне.
Существуют версии, согласно которым Эдуард не умер в 1327 году в Беркли. Информация о том, что бывший король жив, дошла в 1330 году до его брата Эдмунда Кентского; тот поверил в правдивость полученного известия и даже написал Эдуарду несколько писем, но позже выяснилось, что это провокация Мортимера. В результате Эдмунд был обвинён в измене и казнён. Другая версия основана на «письме Фиески», отправленном Эдуарду III итальянским священником по имени Мануэло де Фиески в середине 1330-х — начале 1340-х годов. В этом письме говорится, что Эдуард сбежал из замка Беркли с помощью слуги и стал отшельником в землях Империи. В Глостерском соборе якобы захоронен привратник, тело которого убийцы показали Изабелле, чтобы избежать наказания. Письмо часто связывают с сообщением о встрече Эдуарда III с мужчиной по имени Уильям Валлиец в 1338 году в Антверпене; этот человек заявлял, что является Эдуардом II.
Некоторые части письма отличаются точностью изложения фактов, но многие детали критикуются историками как неправдоподобные. Некоторые исследователи поддерживают изложенную в письме версию. Пол Доэрти сомневается в достоверности письма и личности Уильяма Валлийца, но допускает, что Эдуард мог пережить заключение. Элисон Уэйр верит, что суть описываемых в письме событий верна, и использует письмо в качестве доказательства того, что Изабелла невиновна в убийстве Эдуарда. Иан Мортимер считает, что история из письма Фиески в целом верна, но что на самом деле Эдуарда тайно выпустили Мортимер и Изабелла, затем инсценировав его смерть; Эдуард III после прихода к власти поддержал эту версию событий, хотя знал правду. При первой публикации версия Мортимера была раскритикована большинством историков, особенно Дэвидом Карпентером.
Некоторые из тех, кого подозревали в участии в убийстве, включая сэра Томаса Гурнея, Мальтраверса и Уильяма Окли, позже бежали. Эдуард III пощадил Томаса Беркли после того, как в 1331 году суд присяжных заключил, что этот барон не участвовал в убийстве покойного короля. Те же присяжные решили, что Уильям Окли и Гурней виновны. Об Окли больше не слышали, Гурне бежал в Европу, был схвачен в Неаполе и умер по дороге в Англию. Джону Мальтраверсу не предъявляли официальных обвинений, но он уехал в Европу и оттуда связался с Эдуардом III — возможно, чтобы заключить сделку и рассказать всё, что знал о событиях 1327 года. В конце концов в 1364 году ему было позволено вернуться в Англию.
Правление Изабеллы и Мортимера продлилось недолго. Королева и её фаворит настроили англичан против себя невыгодным договором с Шотландией и большими тратами; к тому же отношения между Мортимером и Эдуардом III постоянно ухудшались. В 1330 году в Ноттингемском замке произошёл государственный переворот: король арестовал Мортимера и в дальнейшем казнил его по четырнадцати обвинениям в измене, включая убийство Эдуарда II. Правительство Эдуарда III винило во всех проблемах недавнего времени Мортимера, политически реабилитировав покойного короля.

### Похороны и культ

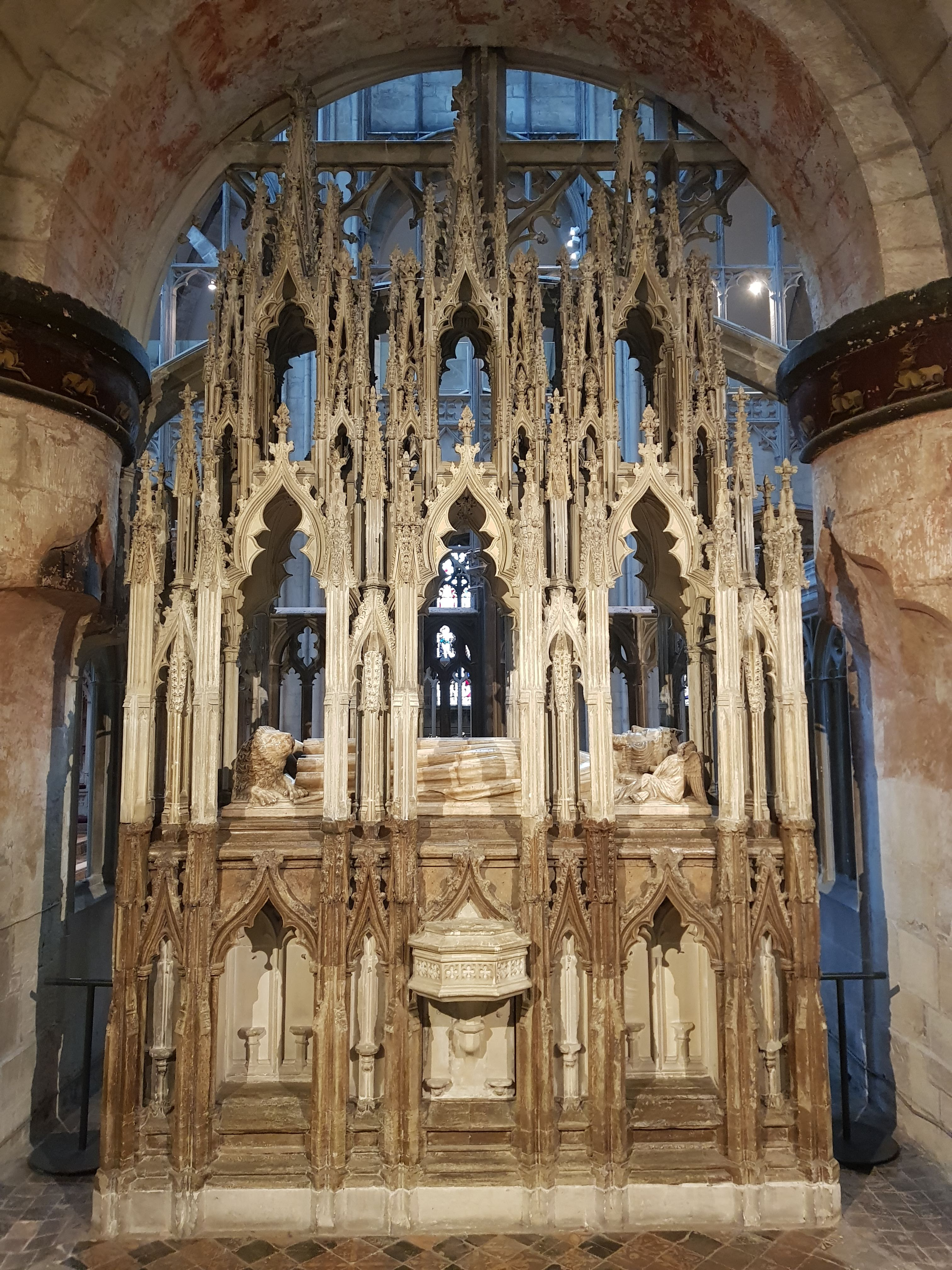
Гробница Эдуарда II в Глостерском соборе.

Тело Эдуарда было забальзамировано в замке Беркли и там продемонстрировано представителям Бристоля и Глостера. 20 октября его отвезли в Глостерское аббатство, и 21 октября Эдуард был похоронен в алтаре, причём по-видимому похороны были отложены, чтобы на них мог присутствовать молодой король. Глостер, вероятно, был выбран потому, что другие аббатства отказались принимать тело короля или это было им запрещено. Похороны были организованы с размахом и обошлись казне в общей сложности в 351 фунт, включая золочёных львов, покрытые сусальным золотом штандарты и дубовые заграждения для сдерживания ожидавшихся толп.
Для похорон была изготовлена деревянная фигура Эдуарда II с медной короной, которую представляли собравшимся вместо тела; это первый известный случай использования портретной скульптуры в таких целях в Англии. Вероятно, это было необходимо из-за состояния тела короля, который был мёртв уже три месяца. Сердце Эдуарда было помещено в серебряную шкатулку и позже похоронено с Изабеллой во францисканской церкви в Ньюгейте в Лондоне. Его гробница представляла собой ранний пример английской алебастровой портретной скульптуры с навесом из оолита. Эдуард был похоронен в рубашке, койфе и перчатках с его коронации; скульптура представляет его как короля, со скипетром и державой в руках. У скульптуры характерная нижняя губа, так что, возможно, это изваяние обладает близким портретным сходством с Эдуардом.
Гробница быстро стала популярным объектом для паломничества — вероятно, при поддержке местных монахов, которым не хватало приманки для пилигримов. Обильные пожертвования от посетителей позволили монахам в 1330-х перестроить большую часть церкви. В план церкви были внесены определённые изменения для того, чтобы пилигримы, притягиваемые сообщениями о происходящих у захоронения чудесах, могли ходить вокруг гробницы в больших количествах. Хронист Джеффри Бейкер пишет об Эдуарде как о праведном мученике, а Ричард II поддержал безуспешную попытку канонизации Эдуарда в 1395 году. В 1855 году гробница была вскрыта: в ней находился деревянный гроб, ещё в хорошем состоянии, а в деревянном — запечатанный свинцовый; . В 2007—2008 годах была проведена серьёзная реставрация гробницы, стоившая более 100000 фунтов.

## Дети
У Эдуарда II и Изабеллы Французской было четверо детей:
1. Эдуард III (13 ноября 1312 — 21 июня 1377), король Англии, претендовавший на французский престол как внук Филиппа Красивого по матери;
2. Джон Элтемский (15 августа 1316 — 13 сентября 1336), граф Корнуолл, погибший молодым в Шотландии;
3. Элеонора Вудстокская (18 июня 1318 — 22 апреля 1355; она получила имя в честь матери Эдуарда II[393]), вторая жена Рейнальда II, графа Гельдернского;
4. Джоан Тауэрская (5 июля 1321 — 7 сентября 1362), жена Давида II Брюса, короля Шотландии.

У Эдуарда был ещё по крайней мере один внебрачный сын Адам Фицрой (около 1307—1322), сопровождавший отца в шотландских кампаниях 1322 года и вскоре после этого скончавшийся.

## Эдуард как король

### Стиль правления
В конечном счёте, по мнению исследователей, Эдуард не стал хорошим правителем. Майкл Прествич пишет, что этот король «был ленив и некомпетентен, подвержен вспышкам гнева из-за маловажных вопросов, но нерешителен, когда дело доходило до важных вопросов»; ему вторит Рой Мартин Хейнс, описывающий Эдуарда как «некомпетентного и порочного» и «не человека дела». Джон Норвич считает, что «слабодушие и нерешительность, пьянство и нескончаемый поток катамитов» довели короля «до неминуемого краха». Эдуард передал своим подчинённым не только рутинные вопросы управления, но и принятие важных правительственных решений. В связи с этим Пьер Шапле делает вывод о том, что Эдуард «не столько был некомпетентным королём, сколько относился к правлению с неохотой», предпочитая полагаться на фаворитов — Гавестона или Диспенсера Младшего. Фаворитизм в этом случае имел серьёзные политические последствия, хотя монарх пытался купить верность знати через раздачу денег.
При всём этом Эдуард мог интересоваться мелкими вопросами управления и иногда принимал деятельное участие в государственных делах.
Одной из главных проблем Эдуарда на протяжении большей части его правления была нехватка денег; из оставленных его отцом долгов даже в 1320-х годах около 60 тысяч фунтов оставались невыплаченными. При Эдуарде сменилось немало казначеев и других связанных с финансами чиновников, мало кто задерживался на посту надолго. Казна пополнялась за счёт сбора часто непопулярных налогов и реквизиции товаров. Король делал много займов, сначала через семью Фрескобальди, а затем через своего банкира Антонио Пессагно. К концу правления Эдуард проявлял большой интерес к финансовым вопросам, не доверяя собственным чиновникам и пытаясь снизить расходы на собственный двор, чтобы улучшить состояние казны.
Эдуард осуществлял королевское правосудие через сеть судей и чиновников. Неясно, в какой степени он лично был вовлечён в работу судов в стране, но, судя по всему, король принимал некоторое участие в этой работе в первую половину правления и неоднократно вмешивался в неё лично после 1322 года. Эдуард широко использовал римское право, выступая в защиту своих действий и своих фаворитов, что могло вызвать критику со стороны видевших в этом отказ от основных принципов английского общего права. Современники критиковали Эдуарда и за то, что он позволил Диспенсерам эксплуатировать королевскую судебную систему в собственных целях; Диспенсеры определённо злоупотребляли судами, хотя неясно, в каких масштабах. В правление Эдуарда по Англии распространились вооружённые банды и случаи насилия, что дестабилизировало положение многих местных джентри; большая часть Ирландии была охвачена анархией.
В правление Эдуарда выросла роль парламента в принятии политических решений, хотя, как отмечает историк Клэр Валенте, собрания всё ещё были «событием в той же мере, в какой институтом». После 1311 года в парламент призывались, помимо баронов, представители рыцарей и горожан, которые позже составят Палату общин. Парламент часто выступал против введения новых налогов, но активную оппозицию Эдуарду составляли бароны, которые пытались использовать парламентские собрания для придания легитимности своим политическим требованиям. Сопротивляясь многие годы, во вторую половину своего правления Эдуард начал вмешиваться в деятельность парламента для достижения собственных политических целей. Неясно, был ли в 1327 году Эдуард низложен формальным собранием парламента или просто собранием политических классов вместе с существующим парламентом.

### Двор

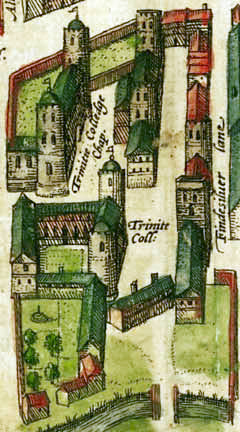
Карта 1575 года, показывающая основанный Эдуардом Кингс-холл (вверху слева).

У королевского двора Эдуарда не было постоянного местоположения, он путешествовал по стране вместе с королём. Находясь в Вестминистерском дворце, двор занимал комплекс из двух холлов, семи палат и трёх капелл, а также других меньших комнат, но в связи с шотландским конфликтом большую часть двор проводил в Йоркшире и Нортумбрии. В центре двора находился королевский хаусхолд Эдуарда, в свою очередь разделённый на «холл» и «палату»; размер хаусхолда варьировался, но в 1317 году в него входило около 500 человек, включая рыцарей, оруженосцев, служащих кухни и конюшен. Хаусхолд был окружён более широкой группой придворных и, судя по всему, также привлекал круг проституток и криминальных элементов.
Музыка и менестрели пользовались большой популярностью при дворе Эдуарда, в отличие от охоты, которая кажется менее важным занятием; мало внимания уделялось при этом короле и турнирам. Эдуард интересовался архитектурой и живописью больше, чем литературными работами, которые при дворе мало спонсировались. Широко использовались золотые и серебряные блюда, драгоценные камни и эмали. Эдуард держал в качестве питомца верблюда, а в молодости возил с собой льва во время шотландской кампании. Развлечения двора могли носить экзотический характер: в 1312 году перед ним выступал итальянский заклинатель змей, а на следующий год — 54 обнажённых французских танцовщицы.

### Религия
Подход Эдуарда к религии был нормальным для того времени; историк Майкл Прествич описывает его как «человека исключительно традиционных религиозных воззрений». При его дворе ежедневно велись службы и раздавалось подаяние, и Эдуард благословлял больных, хотя делал это реже, чем свои предшественники. Эдуард оставался близок к доминиканцам, участвовавшим в его образовании, и следовал их советам, когда в 1319 году попросил у папы разрешения быть помазанным святым маслом святого Томаса Кентерберийского; прошение было отклонено. Эдуард поддерживал расширение университетов, основав Кингс-холл в Кембридже для содействия обучению религиозному и гражданскому праву, Ориель-колледж в Оксфорде и недолго просуществовавший университет в Дублине.
Эдуард поддерживал хорошие отношения с Климентом V, несмотря на свои частые вмешательства в дела английской церкви, включая наказание епископов, с которыми он был несогласен. При поддержке папы он попытался заручиться финансовой поддержкой английской церкви для войны с шотландцами, включая сбор налогов и займы из собранных на крестовые походы средств. Английская церковь относительно мало пыталась повлиять на поведение короля — возможно, из-за забот епископов о собственном благополучии.
Избранный в 1316 году папа Иоанн XXII искал поддержки Эдуарда для нового крестового похода и в целом поддерживал короля. В 1317 году в обмен на папскую поддержку в войне с Шотландией Эдуард согласился возобновить ежегодные выплаты Святому престолу, на которые в 1213 году согласился король Джон; однако вскоре он прекратил платежи и так и не принёс оммаж, который предусматривался соглашением 1213 года. В 1325 году король попросил Иоанна XXII приказать церкви Ирландии открыто проповедовать в пользу его права на правление островом и пригрозить отлучением его противникам.

## Историография

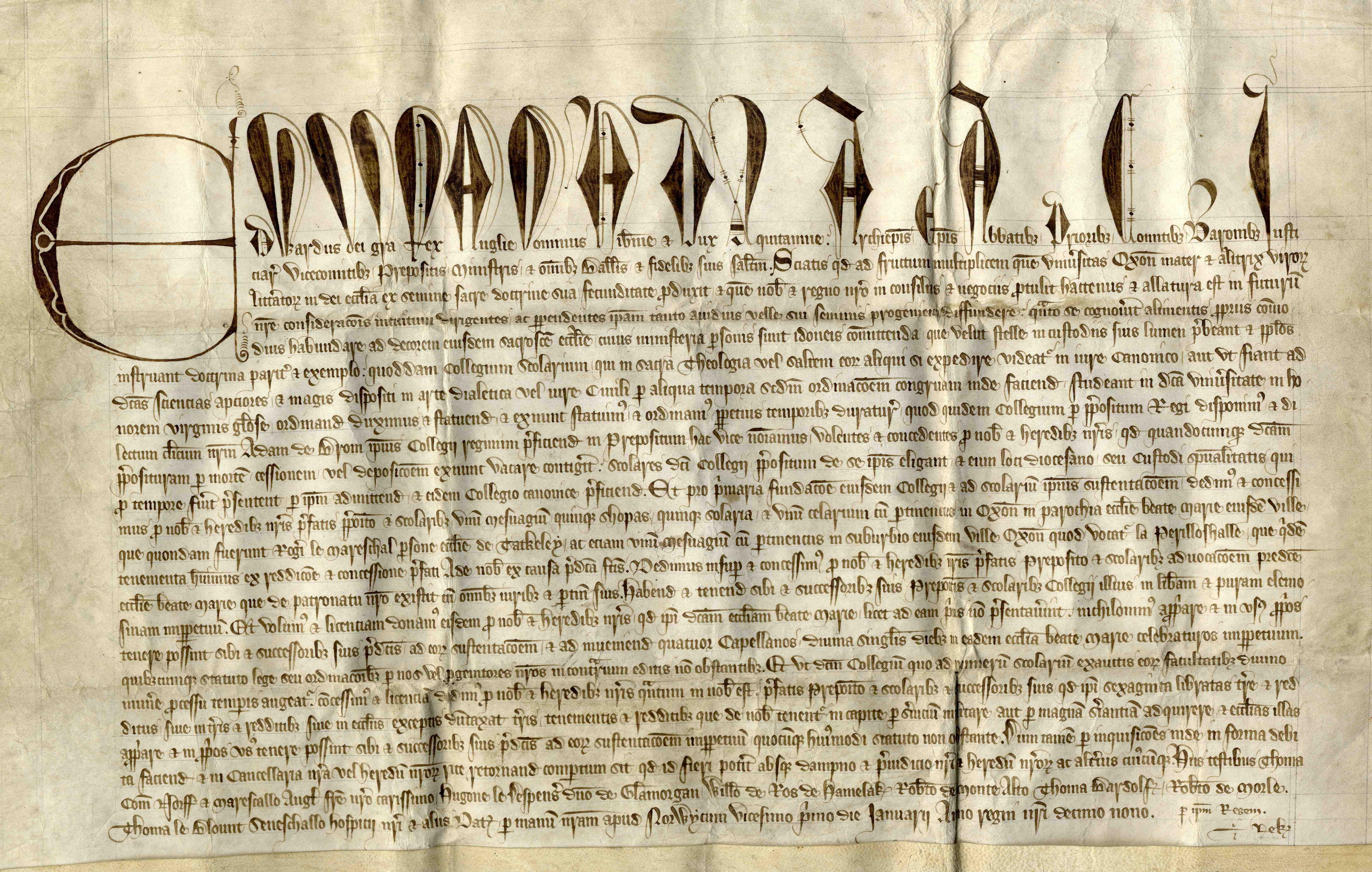
Хартия 1326 года Ориель-колледжу от Эдуарда.

Современные Эдуарду хронисты в большинстве своём относились к нему весьма критически. Например, авторы Polychronicon, Vita Edwardi Secundi, Vita et Mors Edwardi Secundi и Gesta Edwardi de Carnarvon осуждают личность короля, его привычки и выбор приближённых. Другие источники передают критику Эдуарда его современниками, включая Церковь и придворных. О короле слагались памфлеты с жалобами на военные неудачи и административный гнёт. Во второй половине XIV века некоторые хронисты, включая Джеффри Бейкера, реабилитировали Эдуарда, представляя его как мученика и потенциального святого. Его правнук Ричард II почитал память предка: в 1390 году он организовал постоянное чтение молитв у гробницы и явно ждал чуда, необходимого для канонизации. Однако чудо не произошло, и традиция почитания Эдуарда II вскоре прервалась. В то же время свержение этого короля баронами являлось для оппозиции последующих эпох прецедентом. Так, Томас Глостер в 1386 году открыто пригрозил Ричарду II, что, если тот не примет требования лордов-апеллянтов, парламент одобрит его низложение, опираясь на опыт 1327 года.
Историки в XVI и XVII веках уделяли наибольшее внимание отношениям Эдуарда с Гавестоном, сравнивая правление Эдуарда и события вокруг отношений герцога д’Эпернона с королём Франции Генрихом III и герцога Бекингема с Карлом I. В первой половине XIX века Чарльз Диккенс и Чарльз Найт, среди прочих, популяризовали фигуру Эдуарда среди викторианской публики, фокусируясь на отношениях короля с его фаворитами и всё больше ссылаясь на его возможную гомосексуальность. С 1870-х годов, однако, открытое академическое обсуждение ориентации Эдуарда было ограничено меняющимися английскими ценностями. К началу XX века правительство советовало английским школам избегать обсуждения личной жизни Эдуарда на уроках истории.
К концу XIX века большая часть административных данных периода была доступна историкам, в том числе Уильяму Стаббсу, Томасу Тауту и Дж. С. Дэйвису, в центре внимания которых стояло развитие конституционной и правительственной системы Англии во время царствования Эдуарда. Они критически относились к «неадекватности» Эдуарда как короля, но подчёркивали развитие роли парламента и снижение личной королевской власти, в чём видели положительное развитие. Модель рассмотрения правления Эдуарда в историографии изменилась в 1970-х годах; новому подходу способствовала публикация новых документов периода в последней четверти XX века. В работах Джеффри Дентона, Джеффри Гамильтона, Джона Мэддикотта и Сеймура Филлипса внимание переносится на роль в конфликте отдельных лидеров. За исключением работ Хильды Джонстоун о ранней жизни Эдуарда и исследований Натали Фрайд о его последних годах, в центре важных исторических исследований оказались ведущие магнаты, а не сам Эдуард, до появления существенных биографий короля, опубликованных Роем Мартином Хейнсом и Сеймуром Филлипсом в 2003 и 2011 годах.

## В культуре

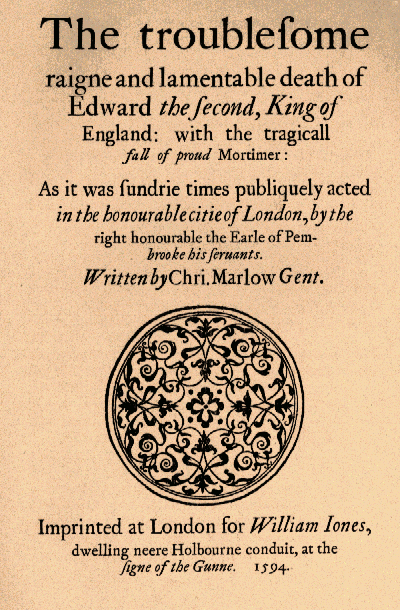
Титульный лист первой публикации «Эдуарда II» (1594).

Эдуард II стал героем целого ряда произведений английского позднего Возрождения. Современный образ короля сложился во многом под влиянием трагедии Кристофера Марло «Эдуард II». Эта пьеса, впервые поставленная около 1592 года, рассказывает об отношениях Эдуарда с Гавестоном, отражая идеи XVI века о негативных последствиях фаворитизма монархов, при этом прочитывается явный намёк на однополую любовь. Марло изобразил смерть Эдуарда как убийство, сравнив её с мученичеством. Драматург не описывал орудие убийства, однако постановки обычно следовали традиционной истории о раскалённой кочерге. Главный герой в пьесе сравнивается с современниками автора — королём Англии Яковом I и королём Франции Генрихом III; возможно, он повлиял на образ Ричарда II в хронике Уильяма Шекспира. Ту же тему выбрали Майкл Дрейтон («Легенда о Пирсе Гавестоне», 1593 год), Ричард Никколс («Жизнь и смерть Эдуарда II», 1610 год), Элизабет Кэри («История жизни, правления и смерти Эдварда II», 1626/1627 год), Фрэнсис Хьюберт («История Эдварда Второго», 1628 год), Бен Джонсон («Падение Мортимера», 1641 год). По мнению ряда исследователей, эти произведения эпохи Возрождения популяризировали идею о любви короля и его фаворита.

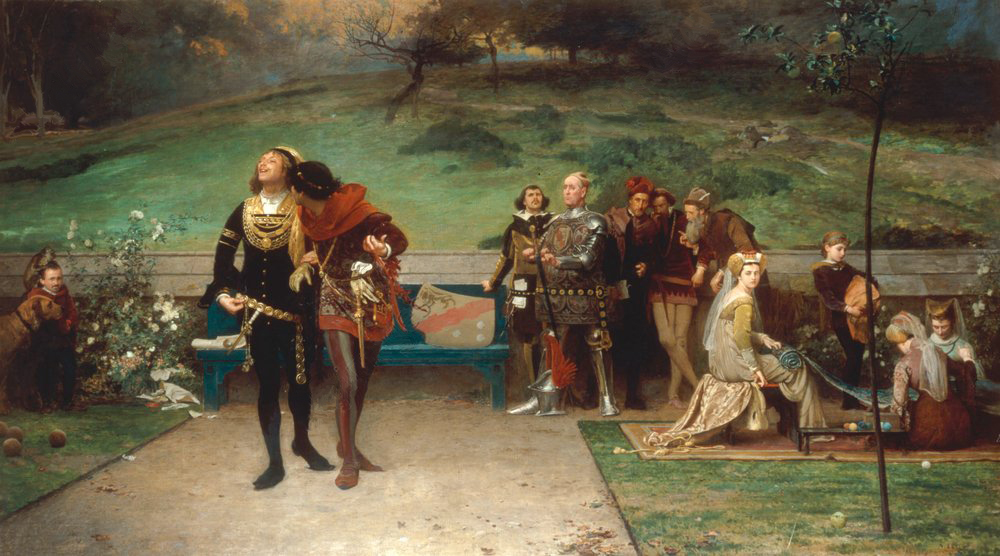
«Эдуард II и Пирс Гавестон». Маркус Стоун, 1872 год.

Художник Маркус Стоун в 1872 году написал картину «Эдуард II и Пирс Гавестон». Изначально она была выставлена в Королевской академии художеств, позднее её убрали, поскольку современники увидели в ней явный намёк на гомосексуальные отношения, считавшиеся в то время неприемлемыми.
В 1924 году немецкий драматург Бертольт Брехт вместе с Лионом Фейхтвангером значительно переработал пьесу Марло и поставил спектакль «Жизнь Эдуарда II Английского». Это был первый опыт создания «эпического театра».
В 1969 году театральный режиссёр Тоби Робертсон создал по пьесе Марло одноимённый спектакль с Иэном Маккелленом в главной роли. Постановка имела большой успех, она была сыграна на гастролях во многих странах Европы. Спектакль вызвал скандал из-за открыто показанной однополой любви. Годом позже на Би-би-си вышла телевизионная версия театральной постановки, что вызвало сенсацию, поскольку впервые на экране в Великобритании был показан гей-поцелуй.
Кинорежиссёр Дерек Джармен экранизировал пьесу Марло в 1991 году, создав постмодернистский пастиш оригинала. В фильме Эдуард (его играет Стивен Уоддингтон) представлен сильным, явно гомосексуальным лидером, которого в конце концов побеждают могущественные враги. Сценарий Джармена основывается на письме Фиески: Эдуард в фильме сбегает из плена. Фильм получил награды Венецианского (за лучшую женскую роль) и Берлинского (ФИПРЕССИ и «Тедди») кинофестивалей. Параллельно с фильмом Джармен создал эссе «Квир Эдуард II», в котором гораздо более явно, чем в фильме, выступил против гомофобии и законов, дискриминирующих гомосексуалов.
На современный образ короля повлияло и его появление в 1995 году в оскароносном фильме Мела Гибсона «Храброе сердце» (в исполнении Питера Ханли), где он, напротив, представлен слабым и гомосексуальным неявно; он носит одежду из шёлка, пользуется косметикой, избегает женского общества и неспособен командовать армией в шотландской войне. Фильм подвергся критике за исторические неточности и негативное изображение гомосексуальности. Эдуард II фигурирует ещё по крайней мере в двух кинокартинах о войне с Шотландией — это «Брюс» (1996 год; в роли Эдуарда — Ричард Бримблкомб) и «Король вне закона» (2018 год; в роли Эдуарда — Билли Хоул).
Дэвид Бинтли сделал пьесу Марло основой для своего балета «Эдуард II», поставленного в 1995 году. Музыка к балету стала частью написанной в 2000 году одноимённой симфонии Джона МакКейба. На основе той же пьесы в 2018 году композитор Джордж Бенджамин на либретто Мартина Кримпа написал оперу «Уроки любви и насилия», получившая положительные отзывы критиков.
Французский писатель Морис Дрюон сделал Эдуарда II одним из персонажей цикла исторических романов «Проклятые короли». В частности, в романе «Французская волчица» описываются свержение этого короля, его пребывание в заточении и гибель, причём Дрюон придерживается версии о кочерге. Он так описывает внешность Эдуарда II в связи с событиями 1323 года:

Король, бесспорно, был очень красивый мужчина, мускулист, подвижен, ловок и притом атлетического сложения; его тело, закалённое физическими упражнениями и играми, стойко сопротивлялось подкрадывавшемуся ожирению, так как Эдуард близился уже к сорока годам. Но того, кто пригляделся бы к нему повнимательнее, поразило бы отсутствие морщин на лбу, будто государственные заботы не сумели наложить на это чело свой отпечаток, поразили бы мешки под глазами, невыразительно очерченные ноздри; линия подбородка под легкой вьющейся бородой не свидетельствовала ни об энергии, ни о властности, ни даже о настоящей чувственности, просто он был чересчур крупным и длинным… Даже шелковистая бородка не могла скрыть душевной слабости короля. Вялой рукой он то беспричинно тер лицо, то размахивал в воздухе, то теребил нашитые на камзол жемчужины. Голос, который он считал властным, изменял ему, несмотря на все старания. Спина, хотя и широкая, производила неприятное впечатление, линия от шеи до поясницы казалась какой-то волнообразной, будто позвоночник гнулся под тяжестью торса. Эдуард никак не мог простить жене то, что она однажды посоветовала ему по возможности не показывать спину, если он желает внушать уважение своим баронам. Ноги Эдуарда, на редкость прямые и стройные, безусловно, были самым ценным даром, которым природа одарила этого человека, так мало подходившего для своей роли и получившего корону по прямому недосмотру судьбы.
— Дрюон М. Французская волчица. Глава II. Поруганная королева (перевод Ю. Дубинина)
Король Англии появляется в двух телеэкранизациях «Проклятых королей». В мини-сериале 1972 года его играет Мишель Бон, в фильме 2005 года — Кристофер Буххольц.